# موزه سینمای ایران
موزهٔ سینمای ایران یکی از موزه‌های استان تهران است. در این گنجینه عکس‌ها، اسناد و وسایل و تجهیزات قدیمی سینما از شخصیت‌های سینمایی نظیر دوبلورها و فیلم‌سازان و نیز پشت صحنه فیلم‌های بزرگ، پوسترها و دیگر چیزهای وابسته به سینما به نمایش گذاشته‌شده‌است. این موزه شامل ۹ نمایشگاه دائمی است.
این مجموعه دارای سه سالن سینما با ظرفیت‌های ۲۰۵، ۱۰۹ و ۵۴ نفر نیز می‌باشد.
در یازدهمین مراسم آیین انتخاب موزه‌های برتر و مراسم نکوداشت روز جهانی موزه که ۳۱ اردیبهشت ۱۳۹۷ در خانه هنرمندان برگزار شد، موزه سینمای ایران، از میان ۷۰ موزه کشور با شاخص «نگهداری و حفاظت»، عنوان موزه برتر را از آن خود کرد. در داوری ۶۰ پیشکسوت، موزه سینمای ایران از میان ۷۰ موزه با شاخص «نگهداری و حفاظت» در بخش موزه‌های دولتی متوسط به عنوان موزه برتر معرفی و قدردانی شد.

## تاریخچه
طبق گفته سعید راد که در دبیرستان شاپورِ تجریش (با نام دیگر رشید یاسمی) تحصیل کرده‌است، محل کنونی موزه سینما پیش از این متعلق به آن مدرسه بوده‌است.
موزه سینمای ایران به منظور گردآوری، حفظ، ثبت و عرضه مناسب میراث سینمای ایران در شهریورماه ۱۳۷۳ توسط شرکت توسعه فضاهای فرهنگی وابسته به شهرداری آغاز به کار کرد.
در خرداد ۱۳۷۷ ساختمان قدیمی موزه واقع در کوچه پیرنیا خیابان لاله زار، با حضور سینماگران و حسن حبیبی معاون اول رئیس‌جمهور گشایش یافت.

چهار سال بعد موزه به مکان فعلی خود منتقل شد و در شهریور ماه ۱۳۸۱ با حضور محمد خاتمی باز گشایش شد. عزت‌الله انتظامی اولین مدیرعامل موزه سینمای ایران بود.

در سال ۱۳۴۱ گروه هنر ملی نمایش‌هایی مانند «تقلا» و «تیرک شکسته»، نوشتهٔ نصرت پرتوی و همچنین «زنگوله‌ها» نوشتهٔ عباس جوانمرد را در باغ فردوس تمرین کرده و بعد آن‌ها را به کارگردانی عباس جوانمرد در تلویزیون ملی ایران به صورت زنده اجرا کرده‌است.
بخشی از پوسترهای موجود در موزه سینما را مسعود مهرابی اهدا کرده‌است.

## نمایشگاه‌ها
- تالار پیشگامان
- تالار میانی (معاصران)
- تالار بین‌الملل
- دفاع مقدس
- نمایشگاه کودک
- تماشاخانه[۱۱]
- شاه‌نشین عمارت (نمایشگاه علی حاتمی)
- نمایشگاه نام‌آوران
- نمایشگاه دوبله و صدا
- خانه فرهاد
- زیرگذر تاریخ
- نمایشگاه ارامنه

## نشانی
تهران، خیابان ولی عصر، بعد از سه راه زعفرانیه، نرسیده به تجریش، باغ فردوس

## نگارخانه

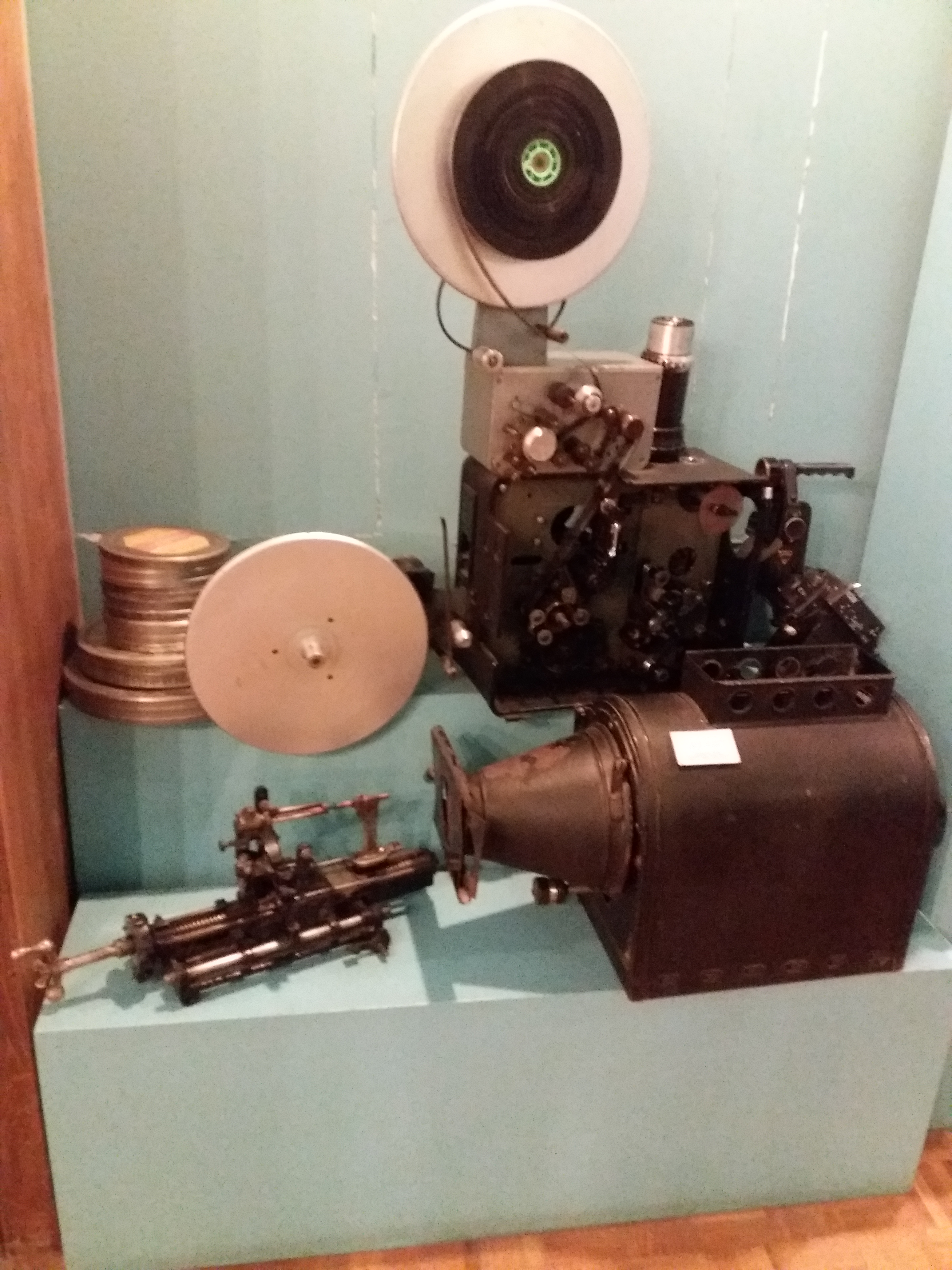
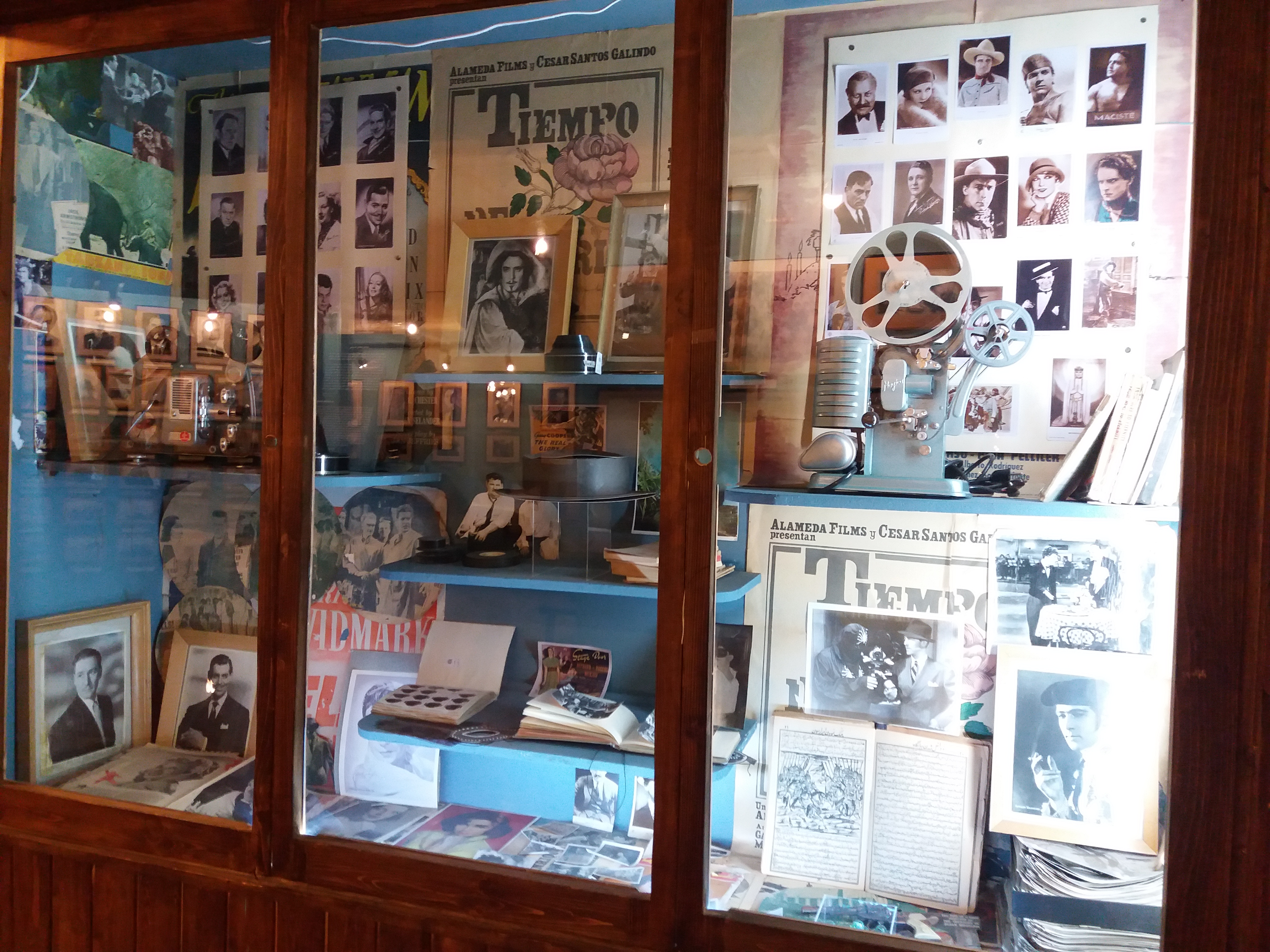
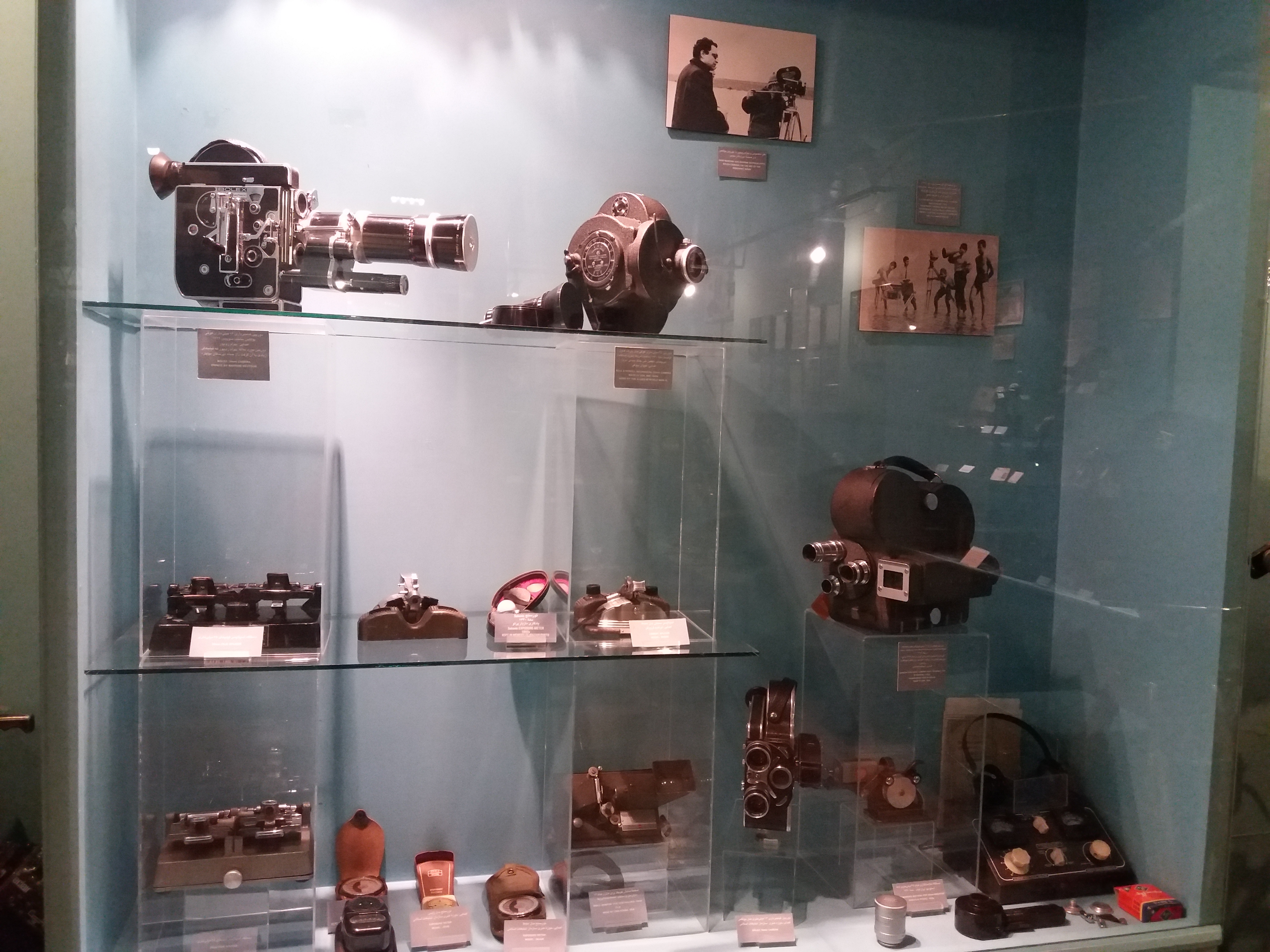
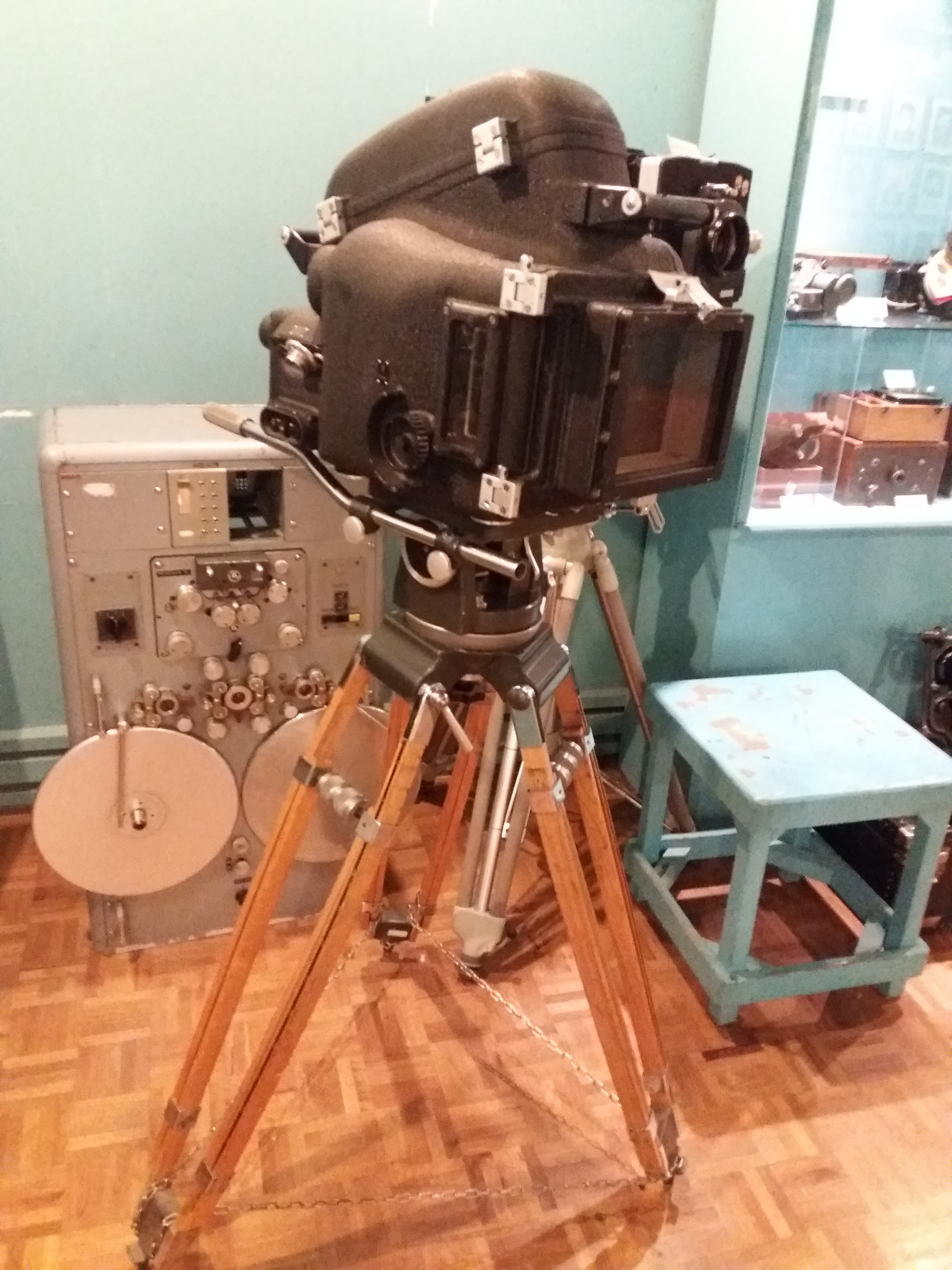
دوربین ۳۵ میلی‌متر، صدابرداری هم‌زمان مدل Arriflex، اهدایی فریدون ژورک
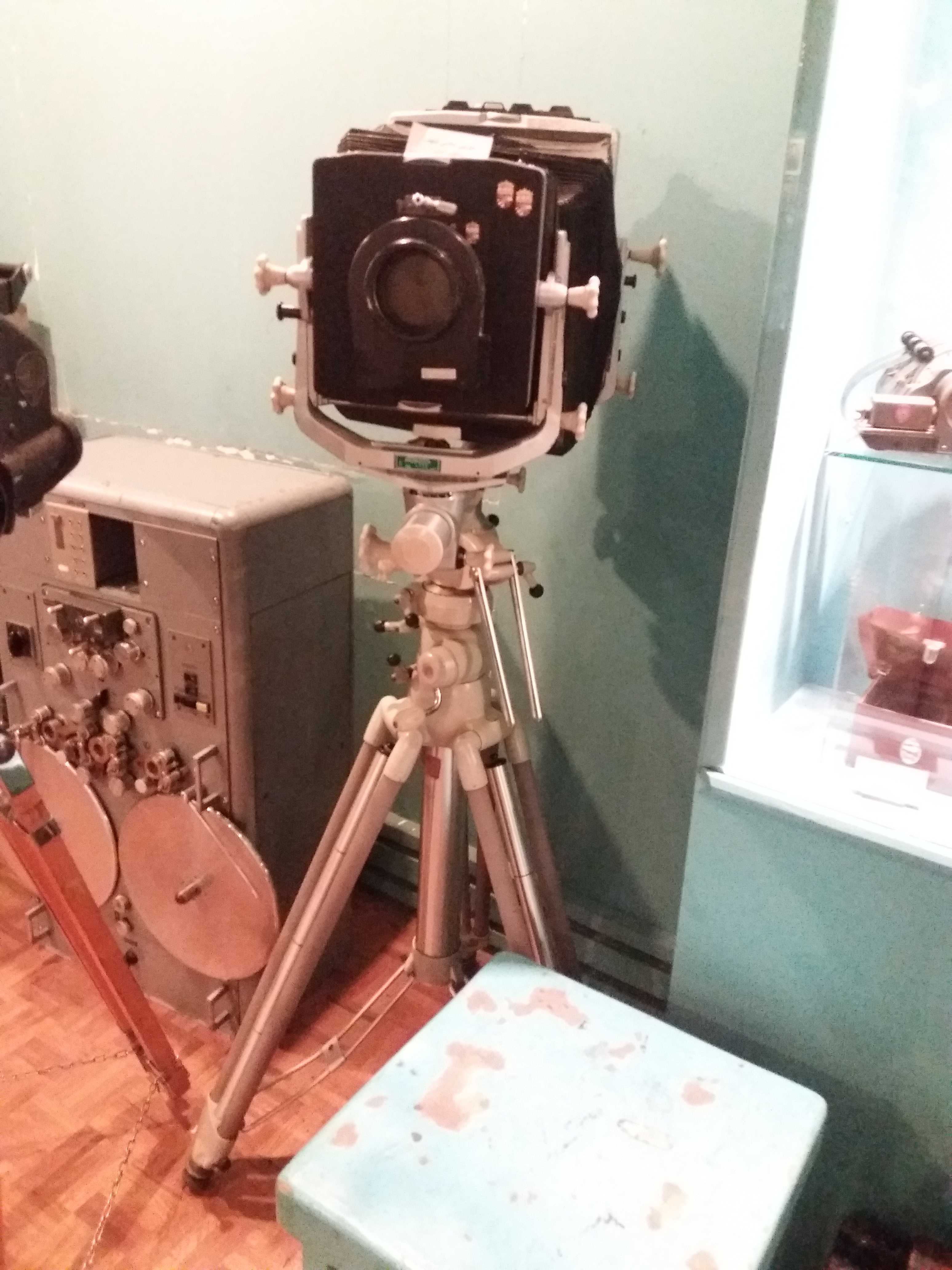
دوربین عکاسی مدل لینهوف (Linhof)، ساخت آلمان
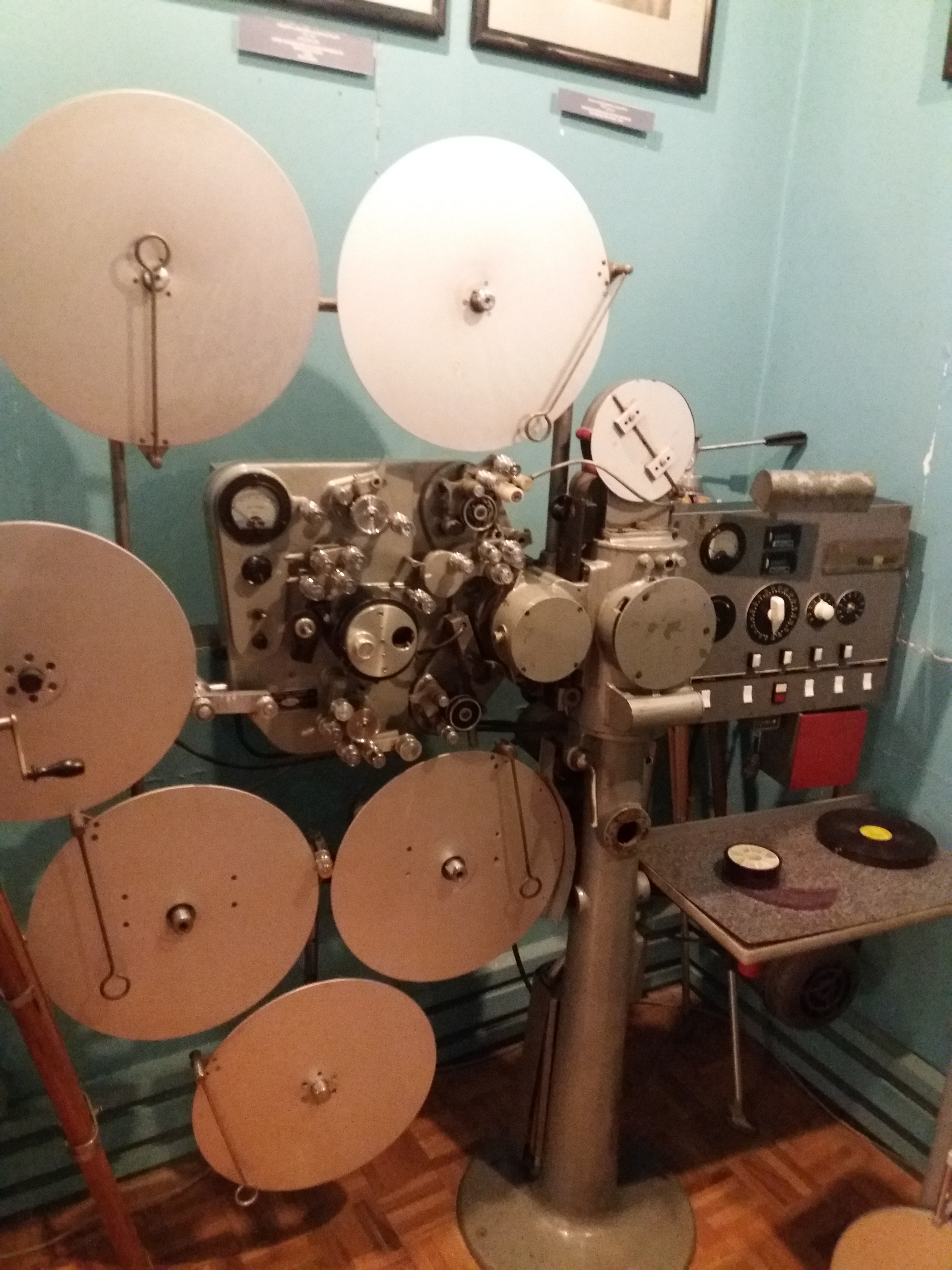
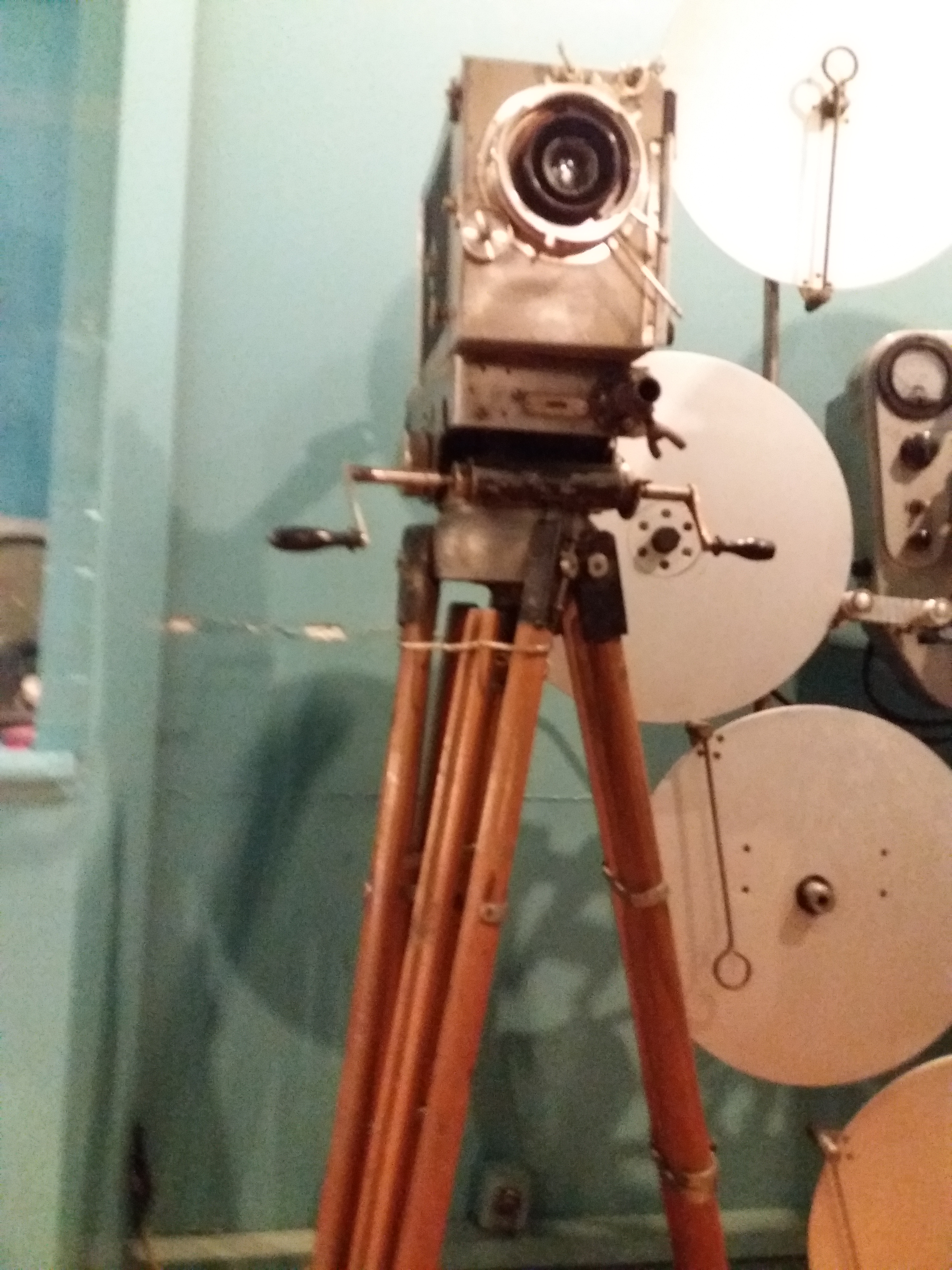
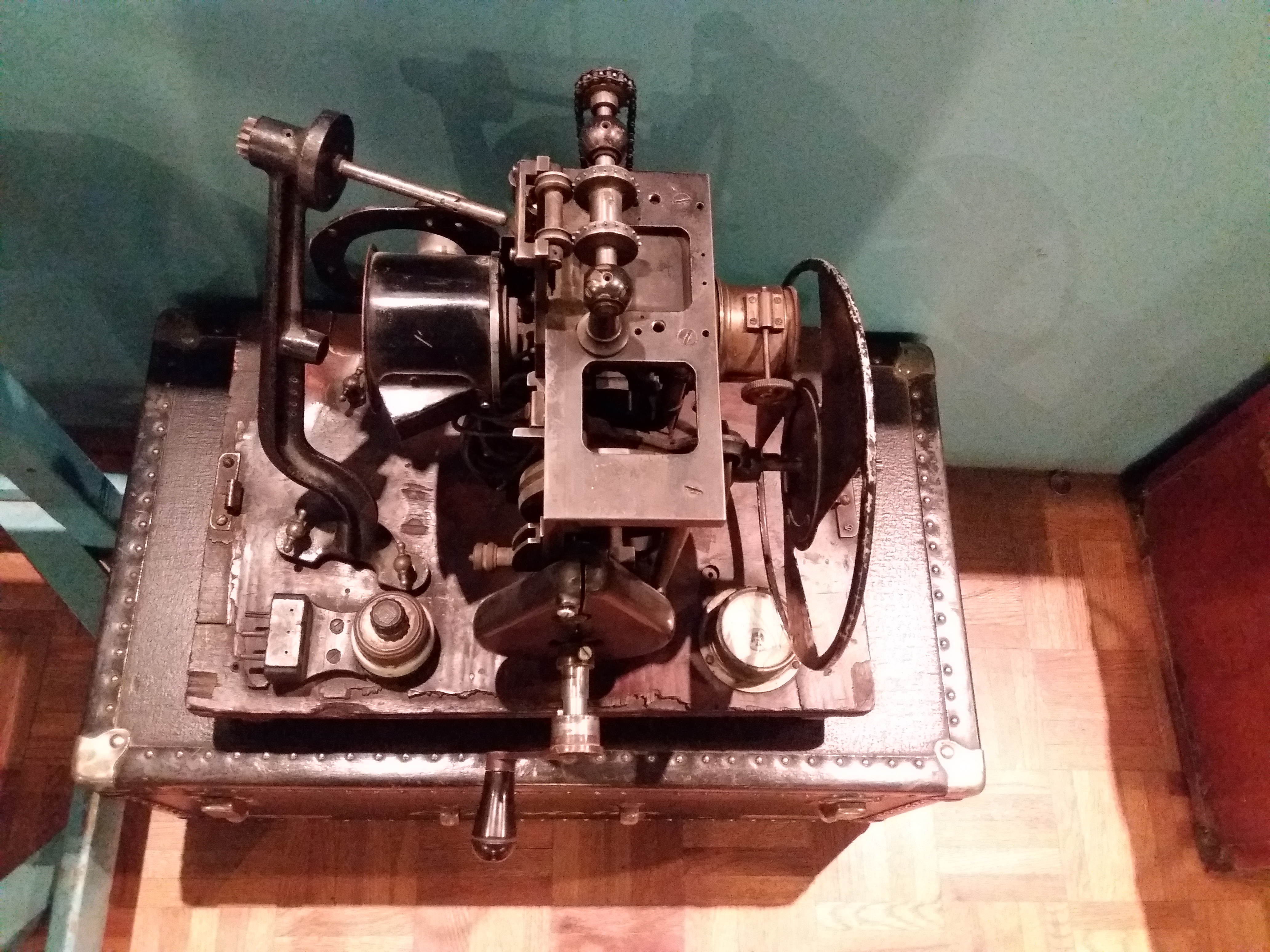
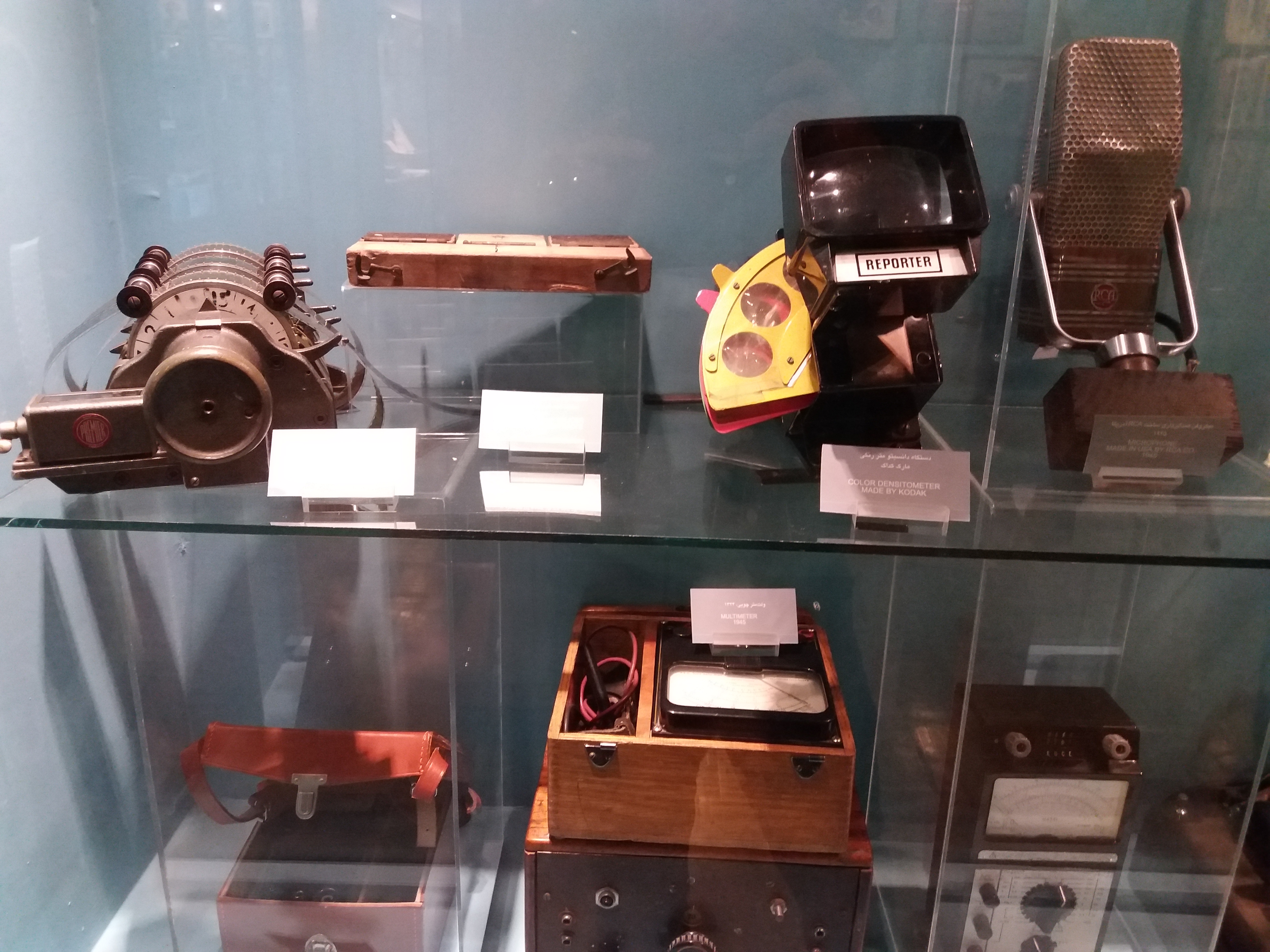
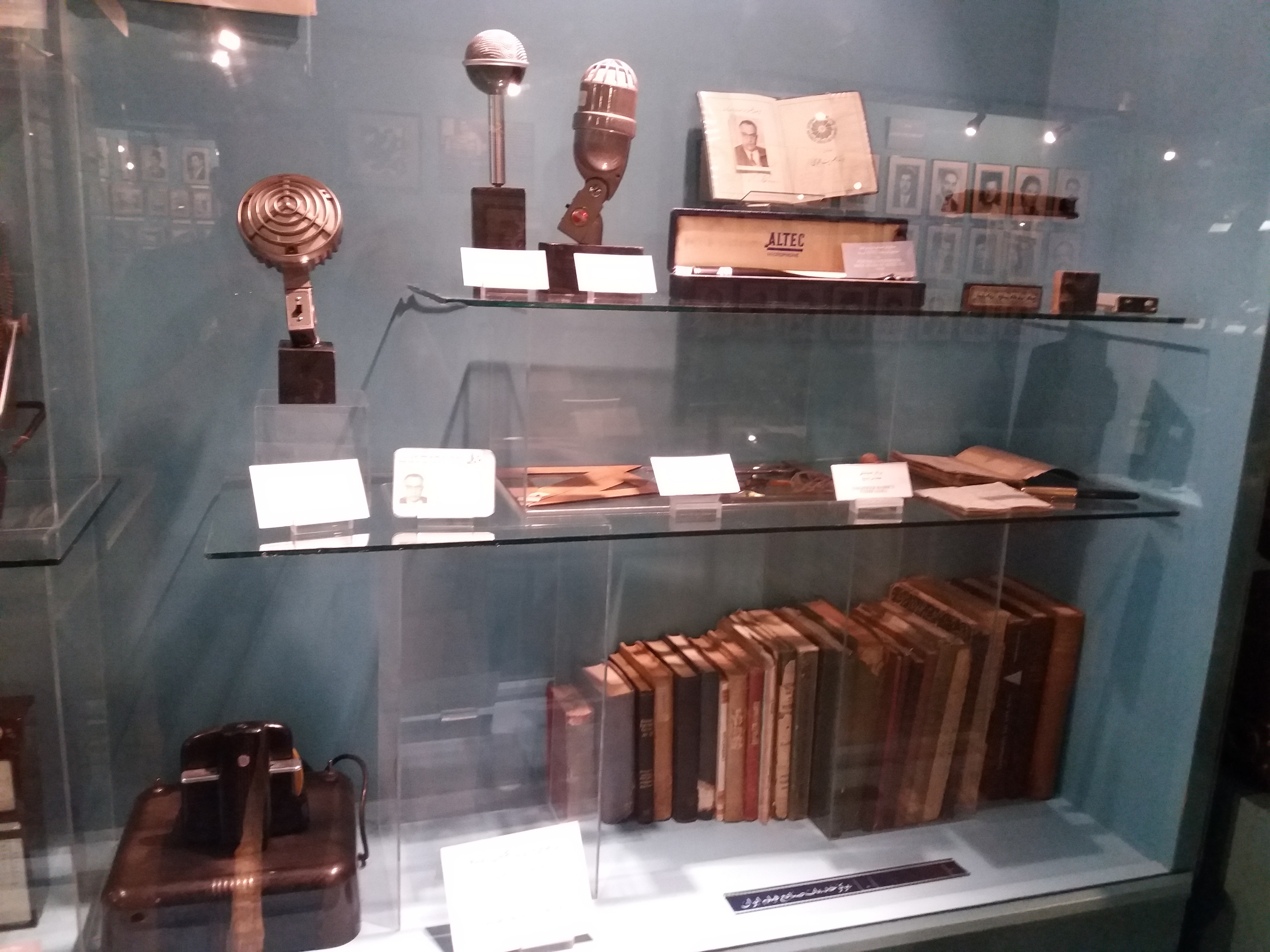
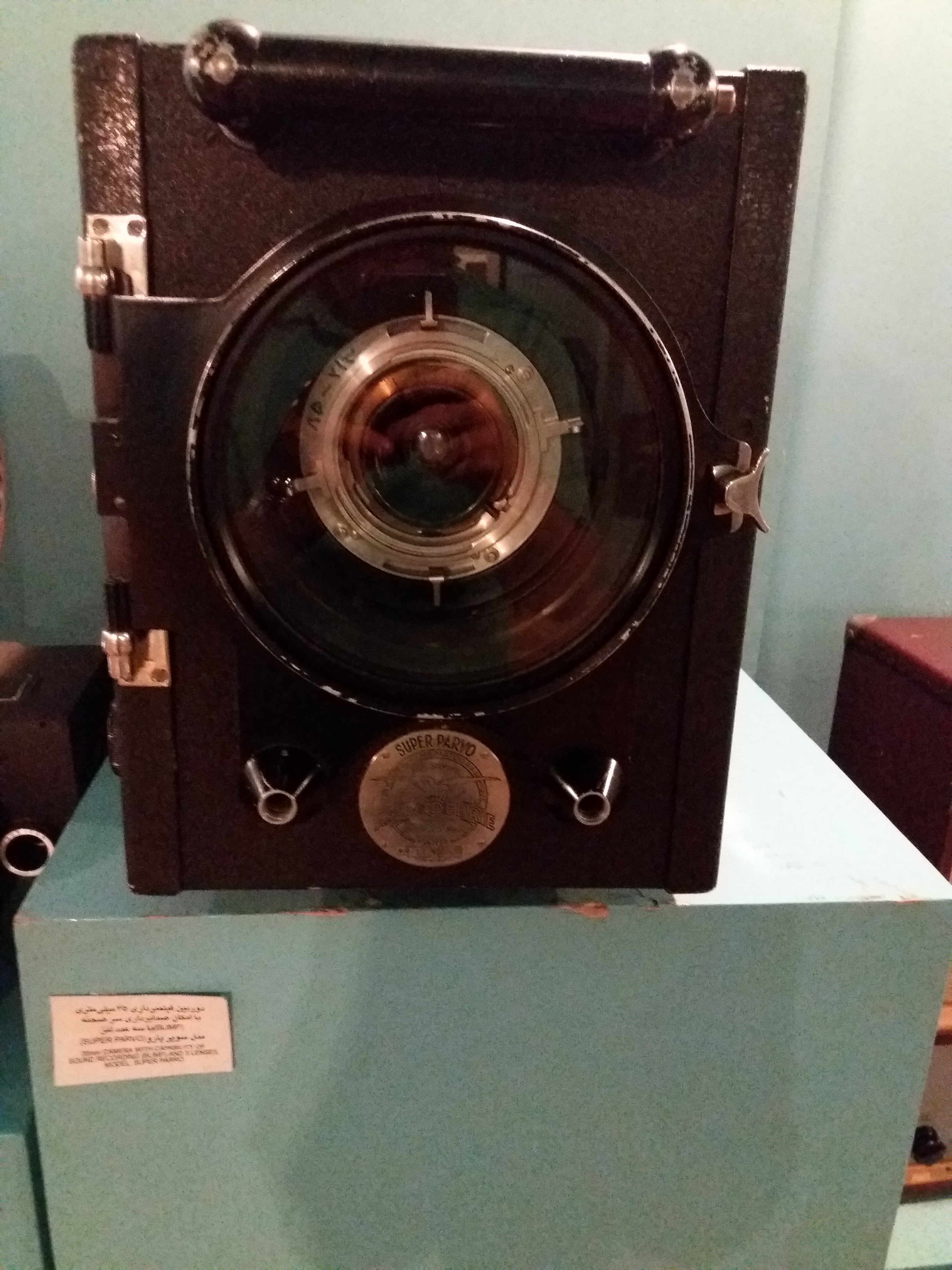
دوربین فیلمبرداری ۳۵ میلی‌متری، صدابرداری هم‌زمان مدل Super Parvo
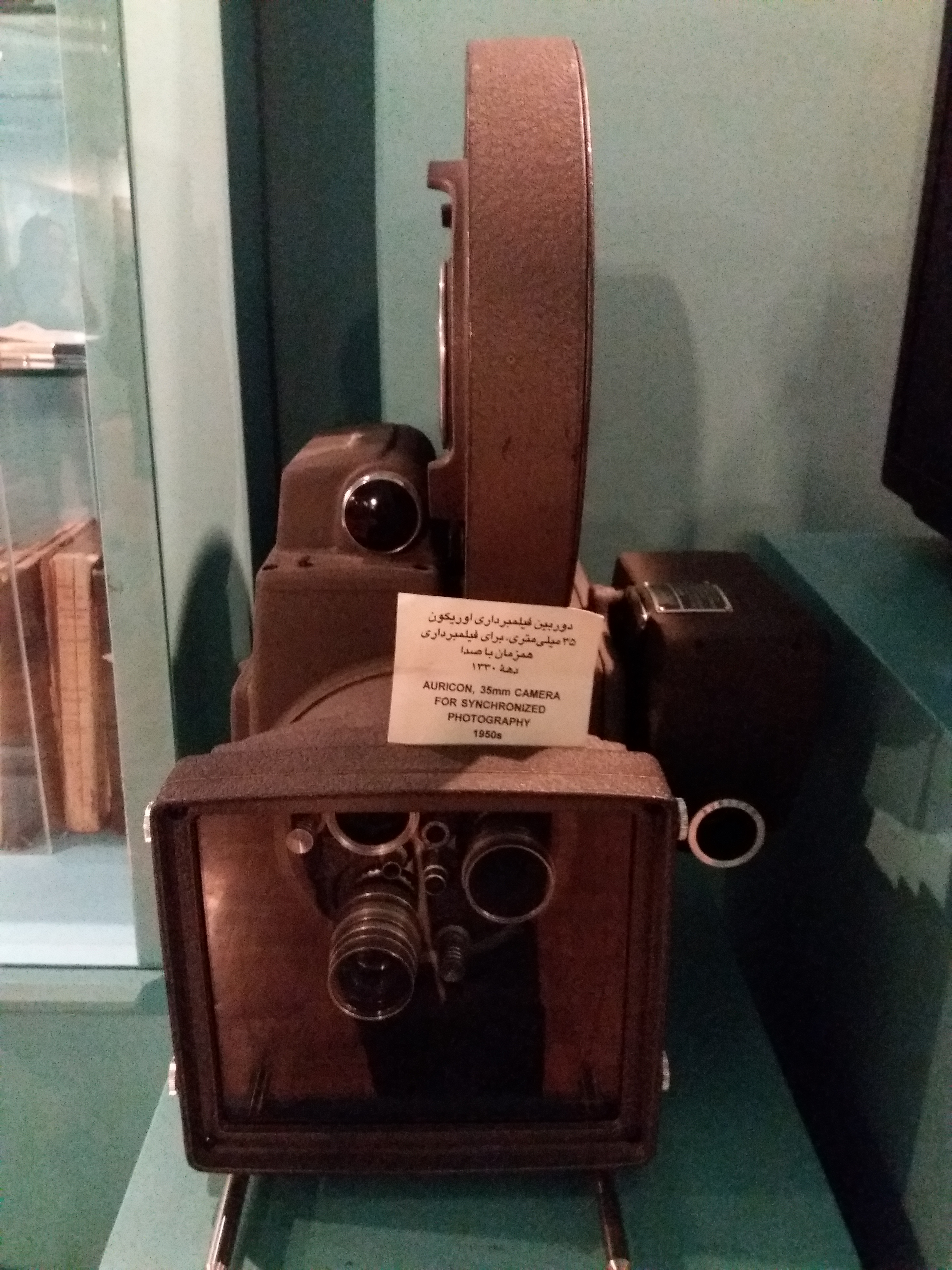
دوربین فیلمبرداری ۳۵ میلی‌متری، صدابرداری هم‌زمان مدل Auricon (دهه ۱۳۳۰)
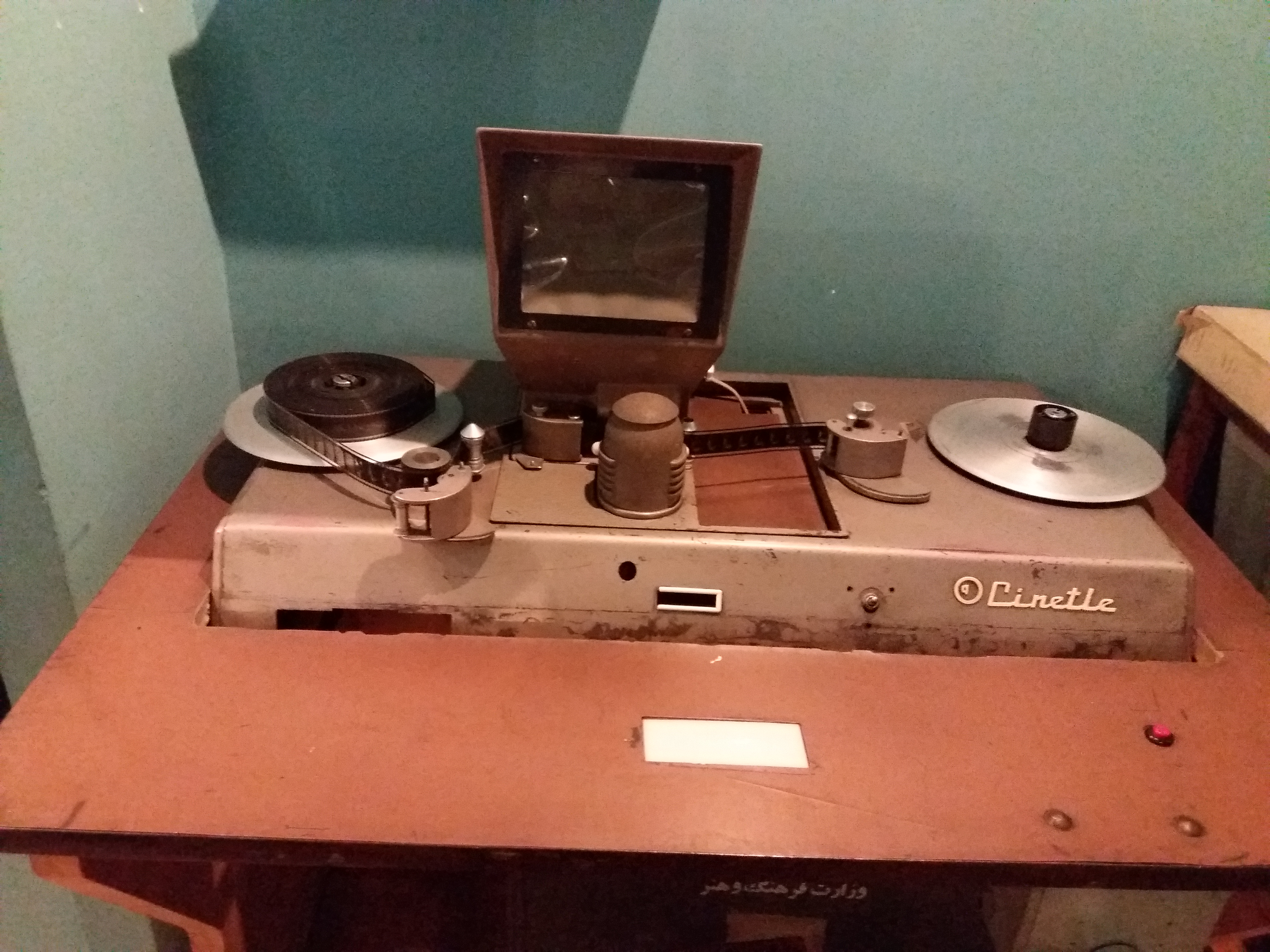
میز تدوین
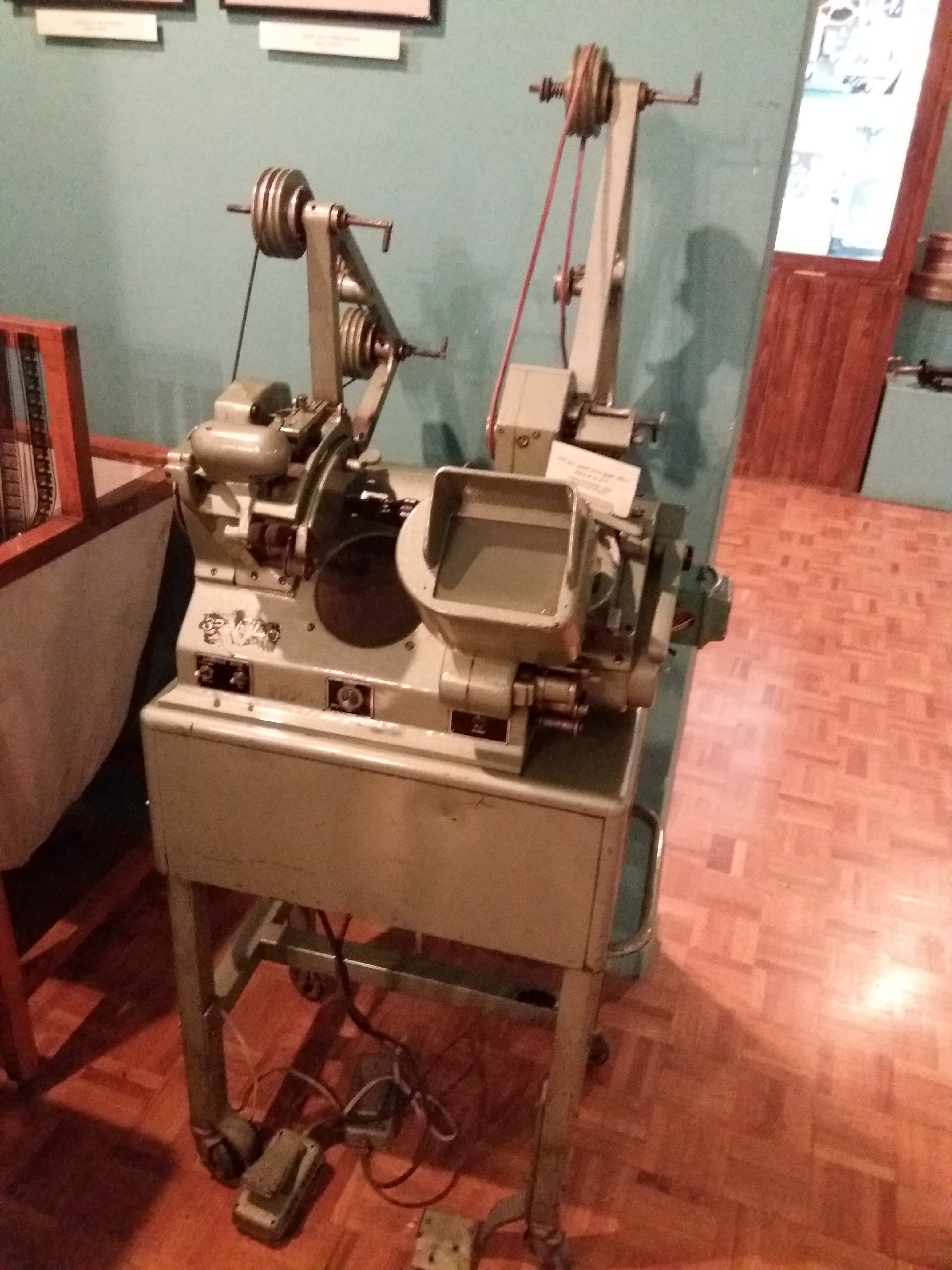
دستگاه تطبیق صدا و تصویر، سال ۱۳۳۴، استودیو ایران فیلم
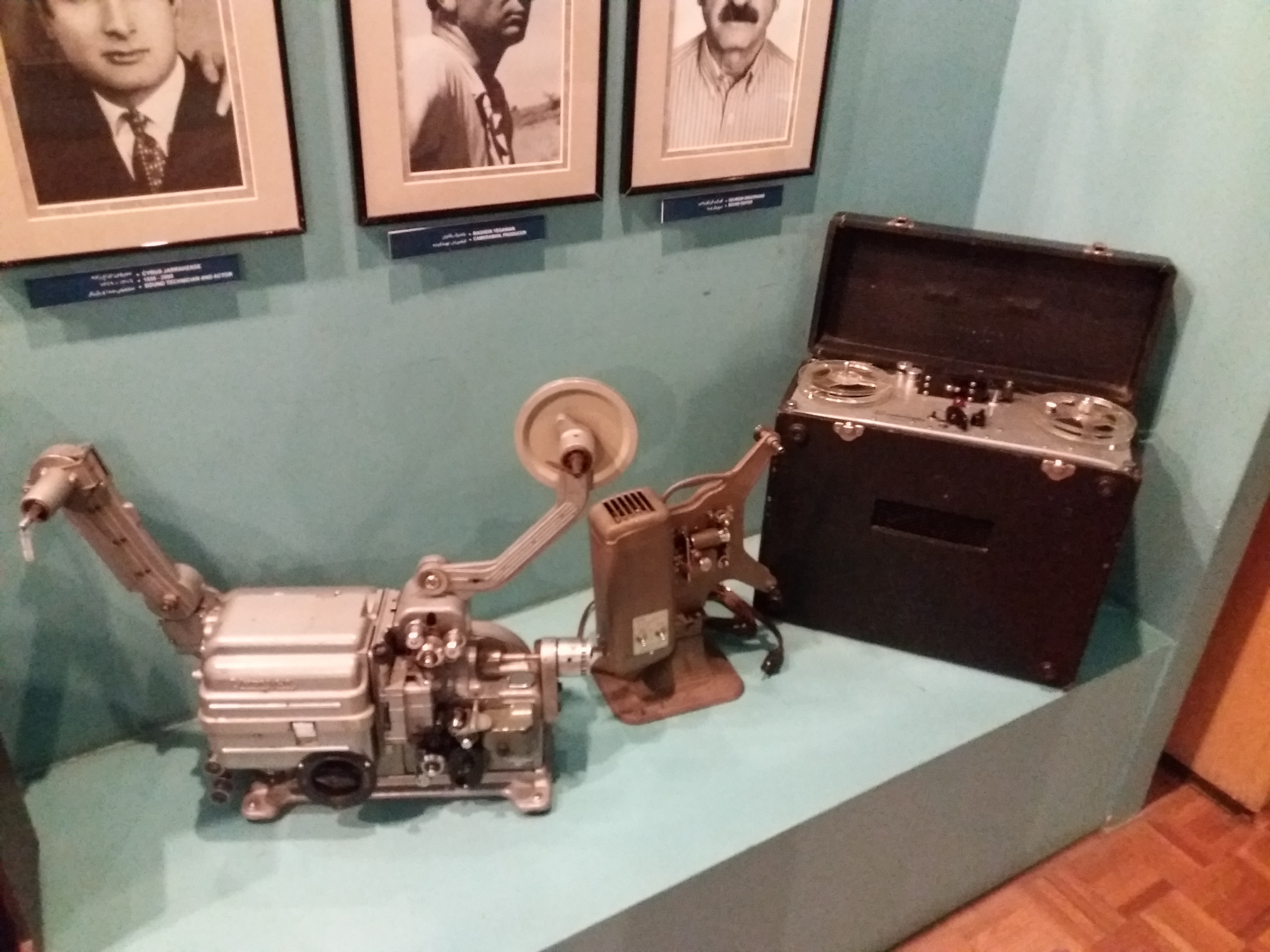
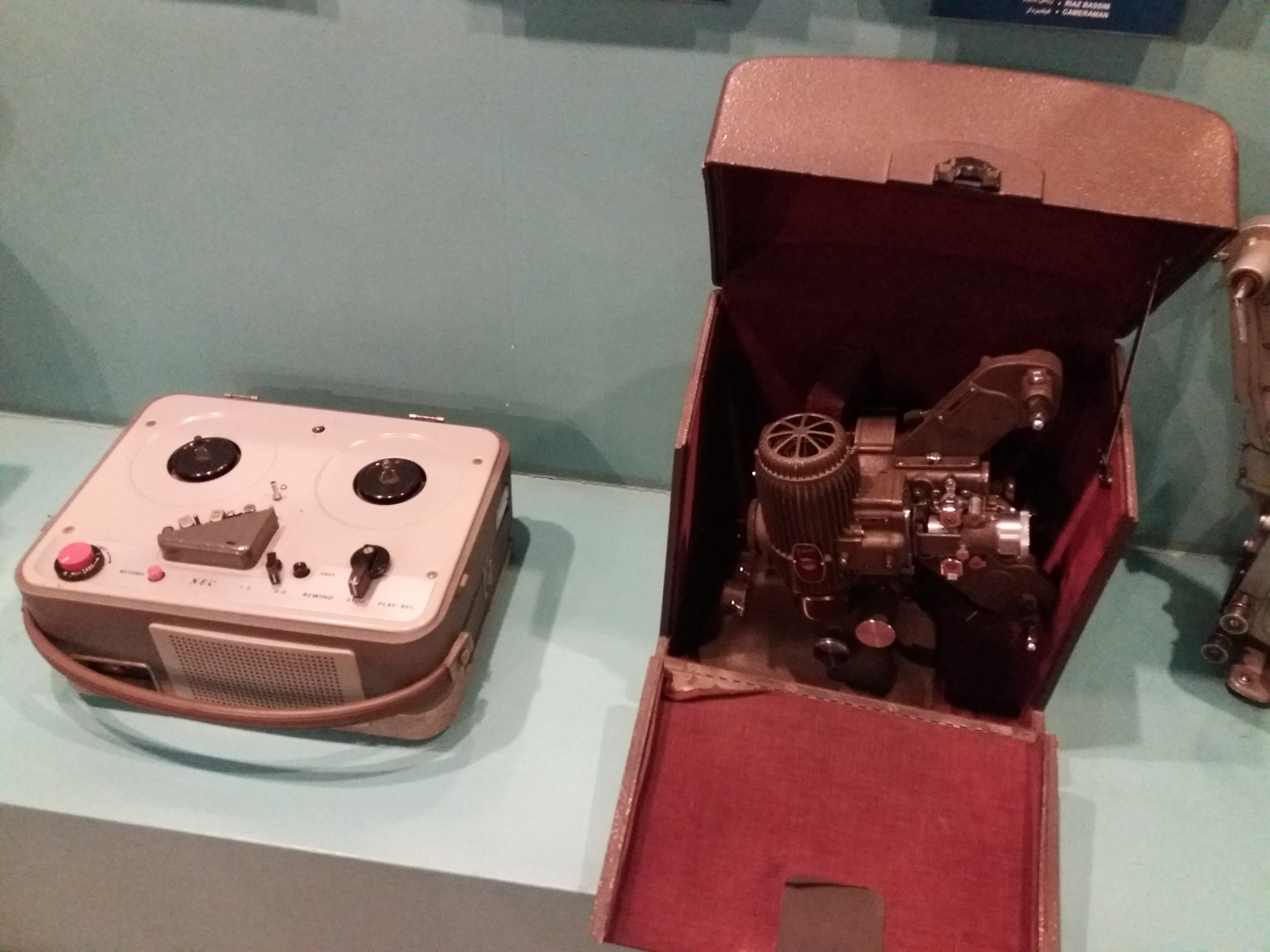
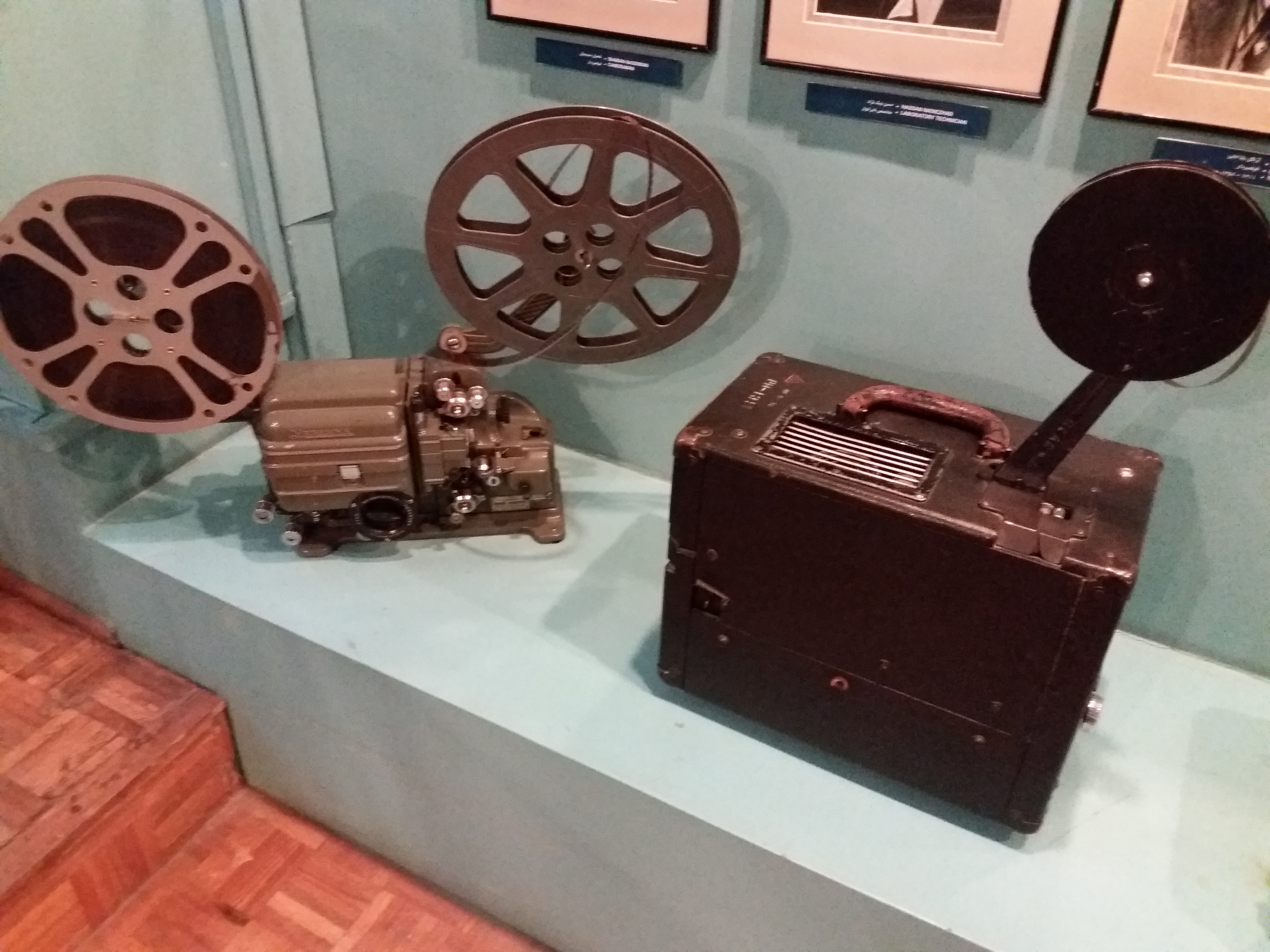
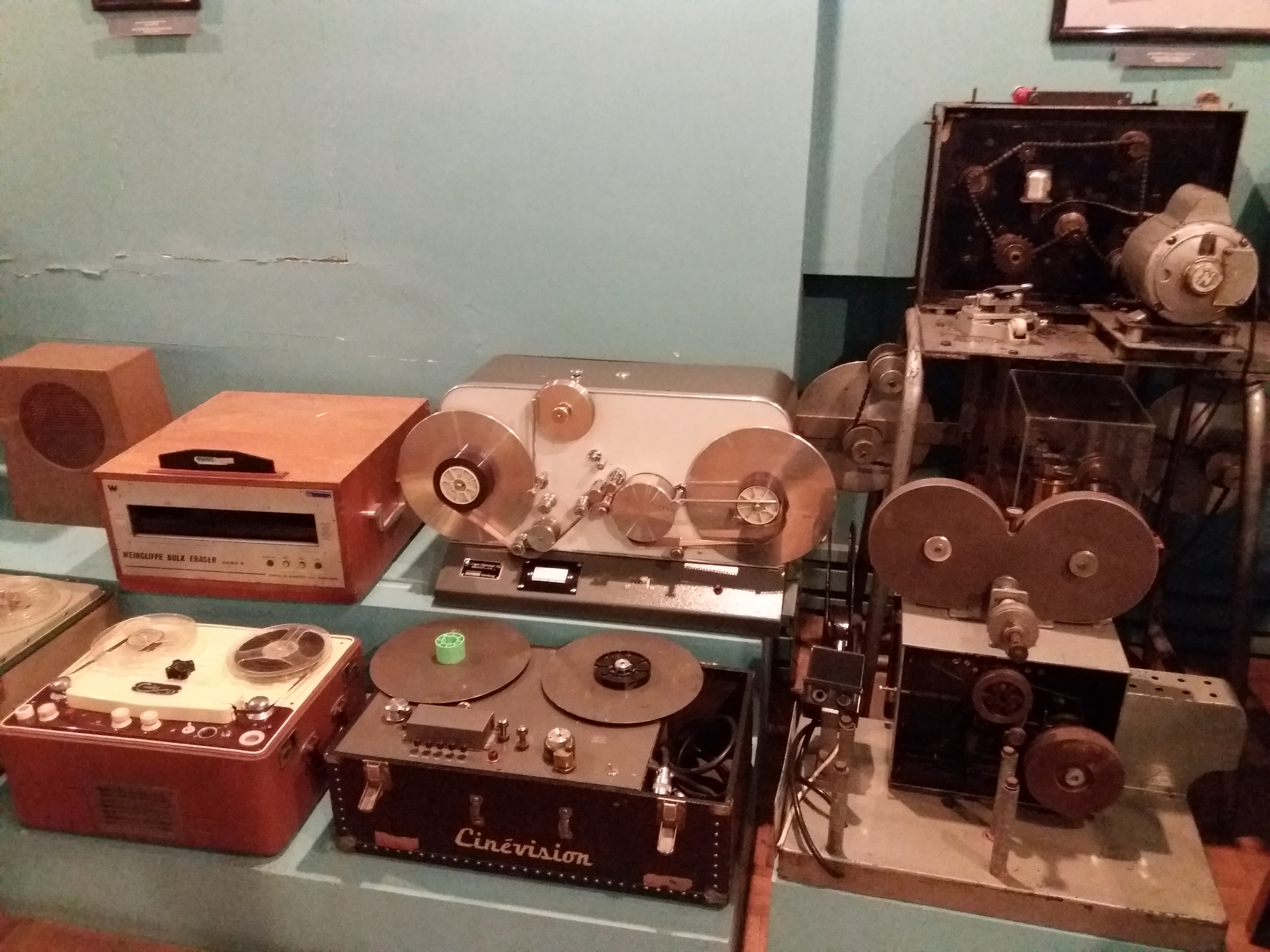
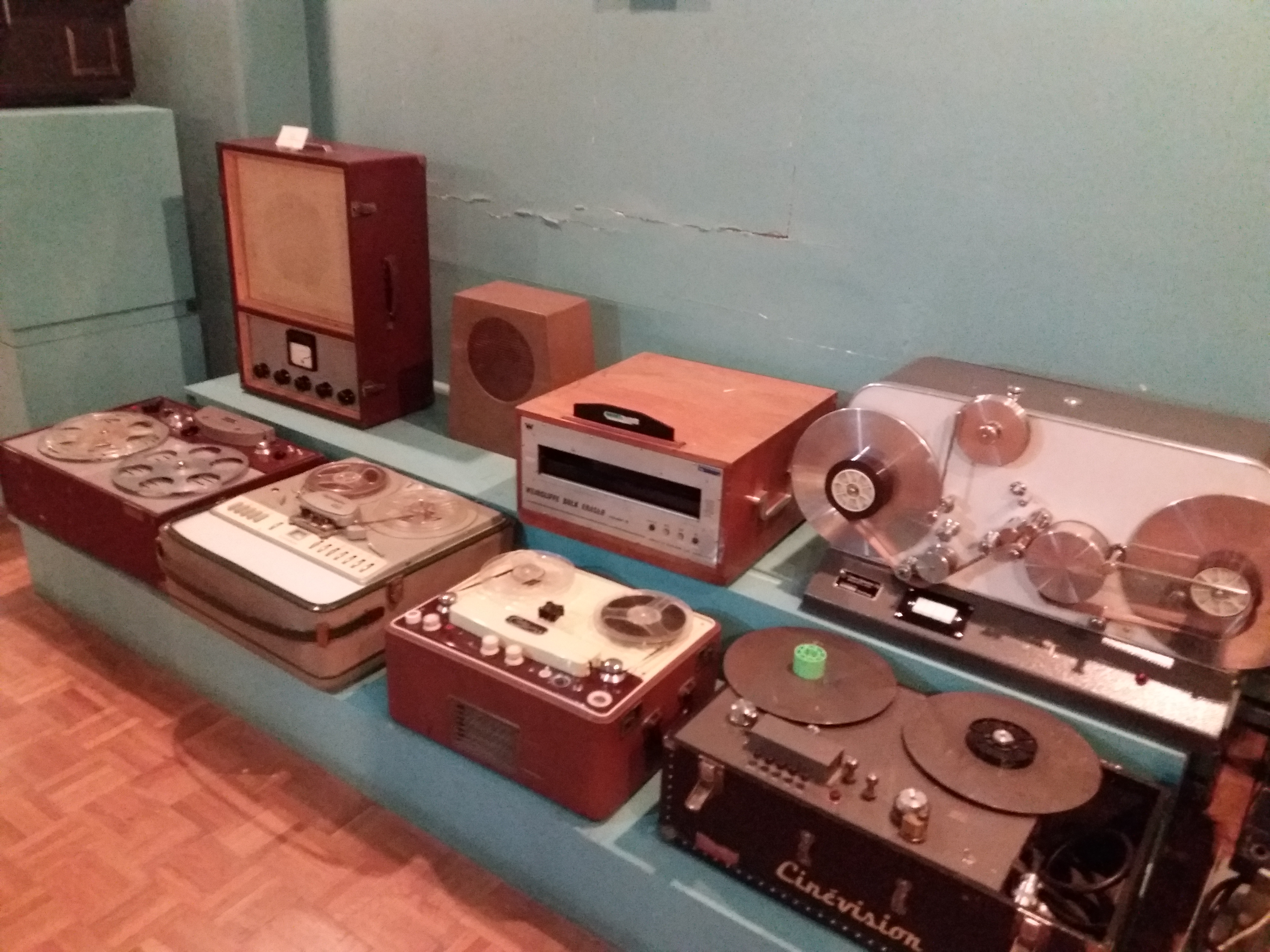
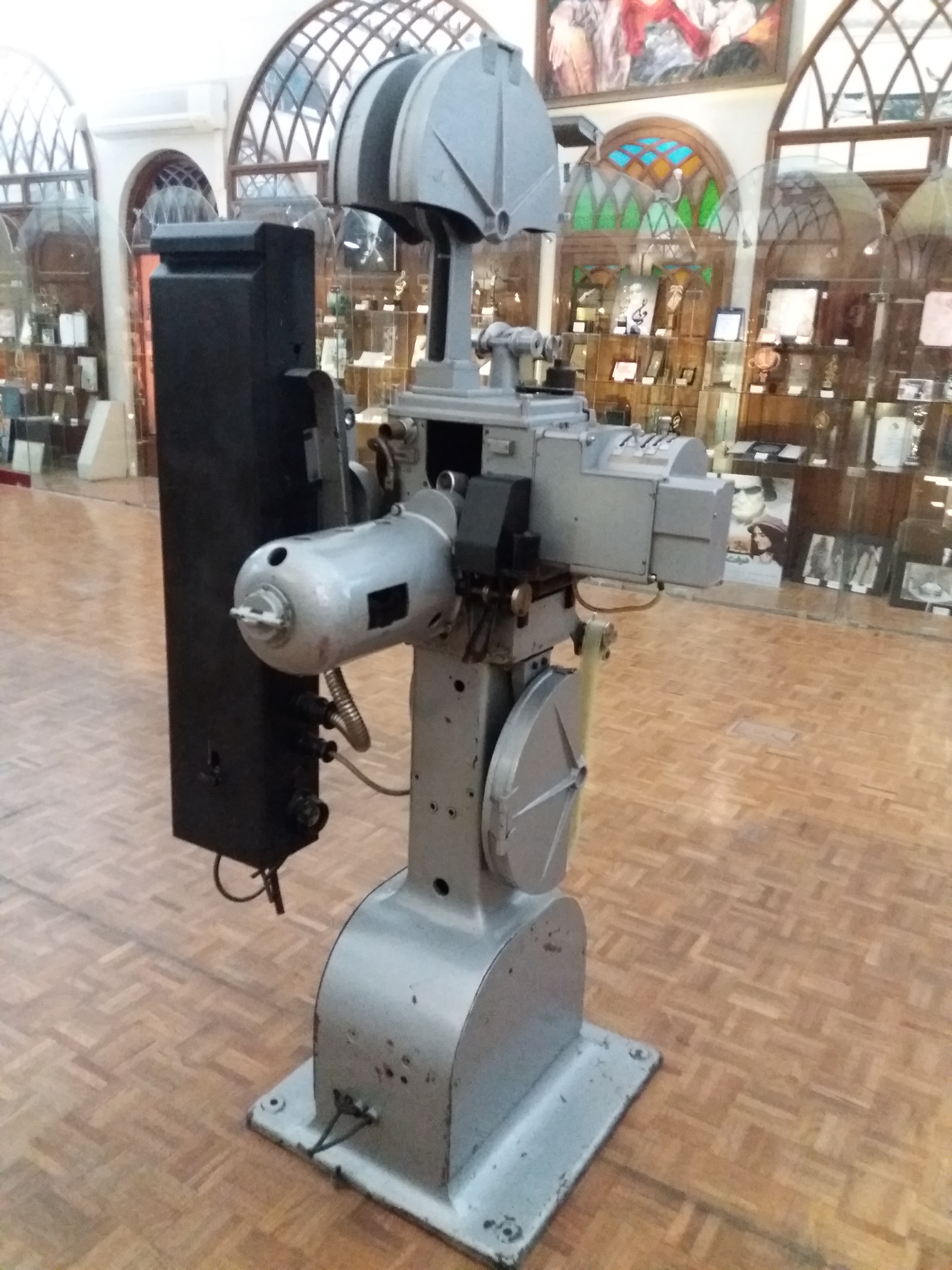
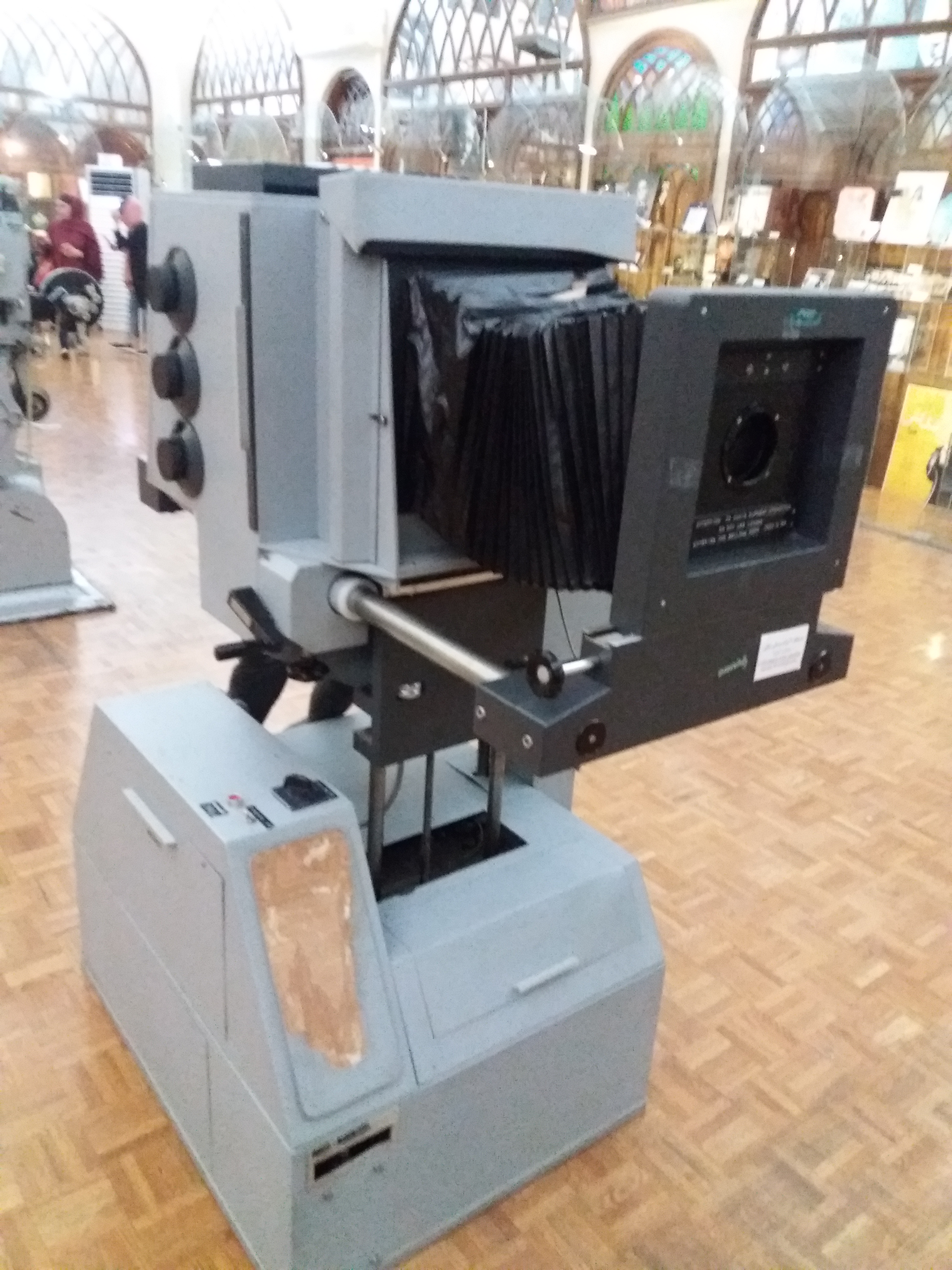
دستگاه آگراندیسمان رنگی، ساخت آلمان
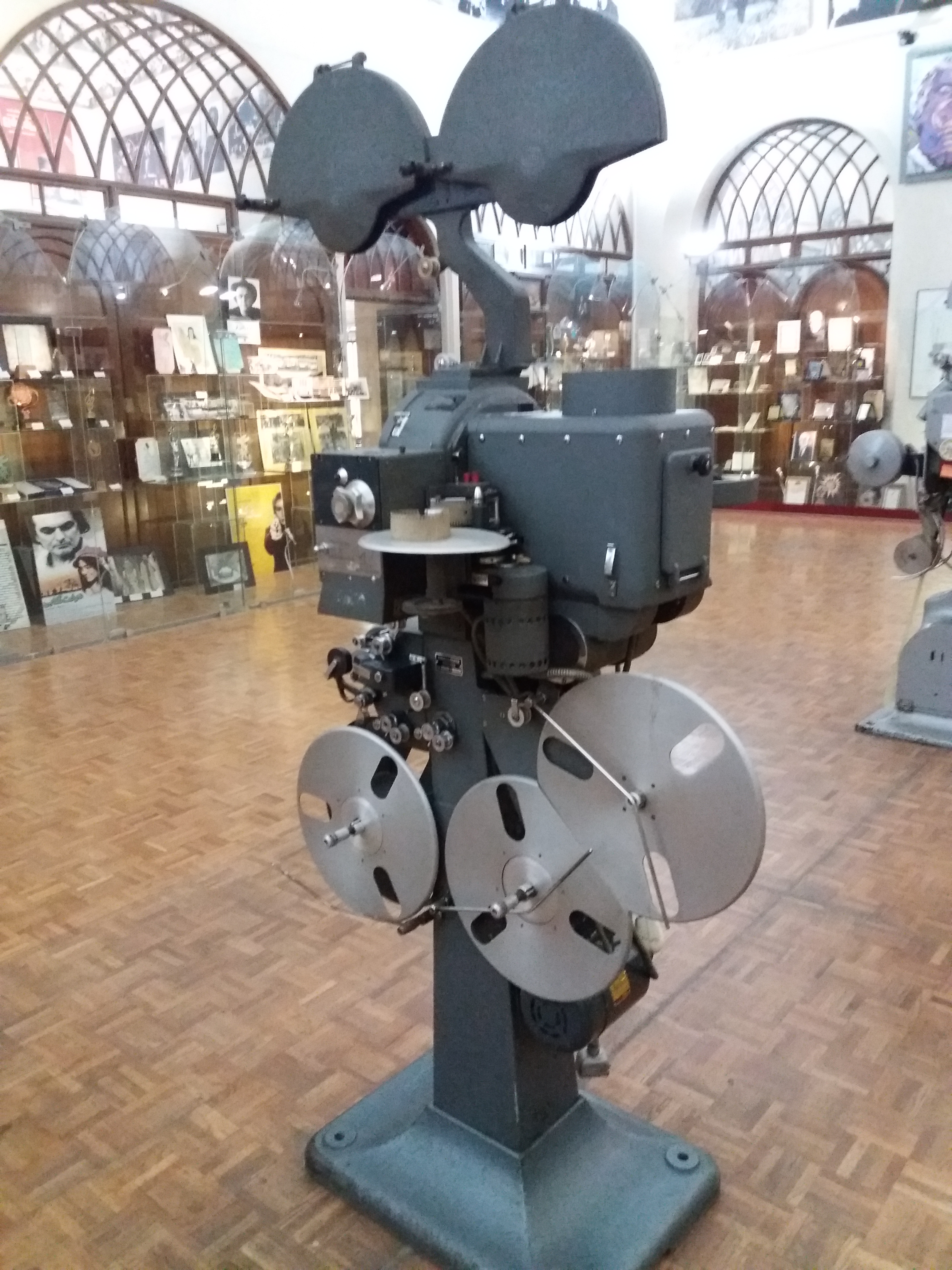
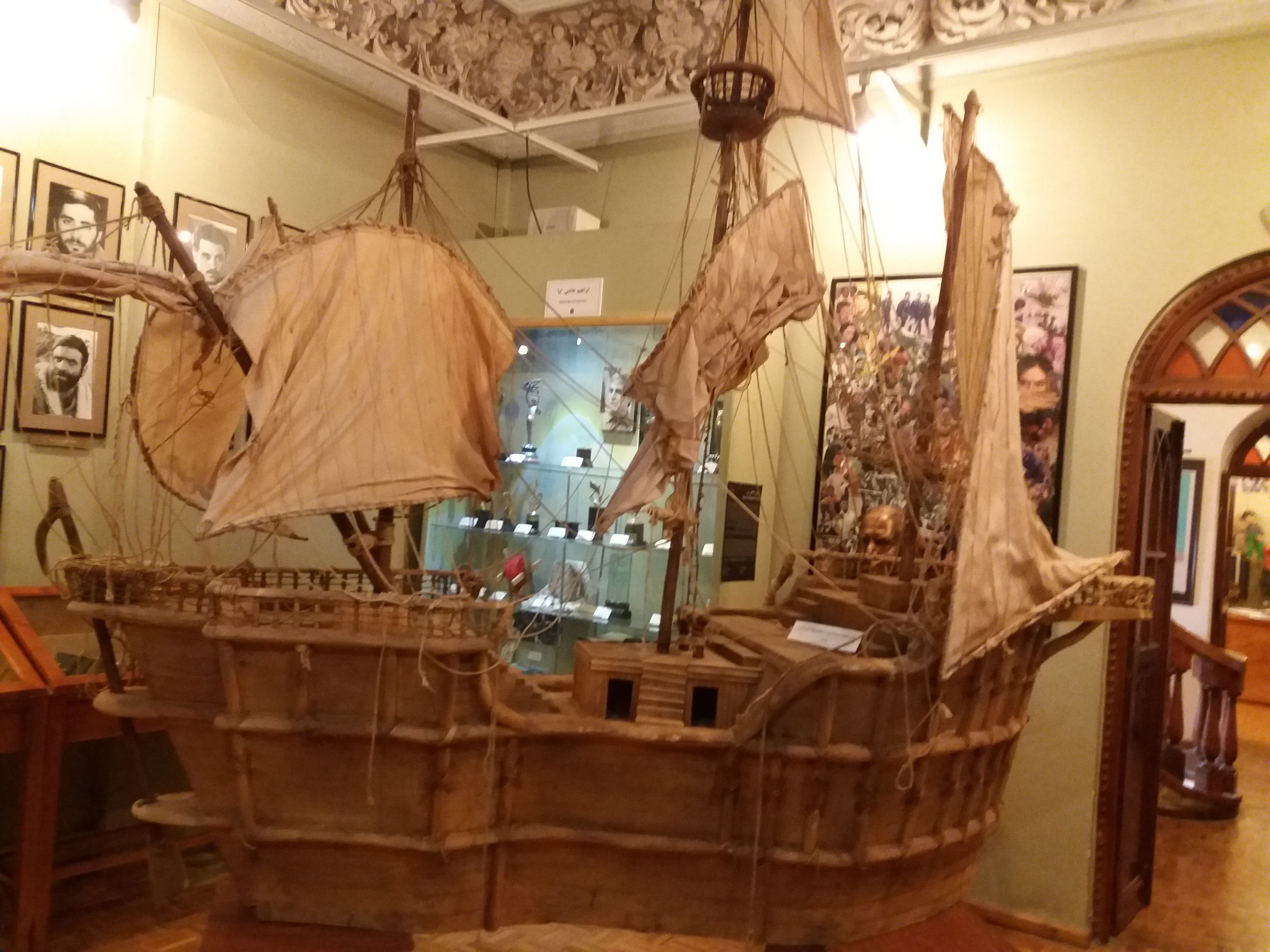
کشتی ساخته شده برای فیلم رستاخیز
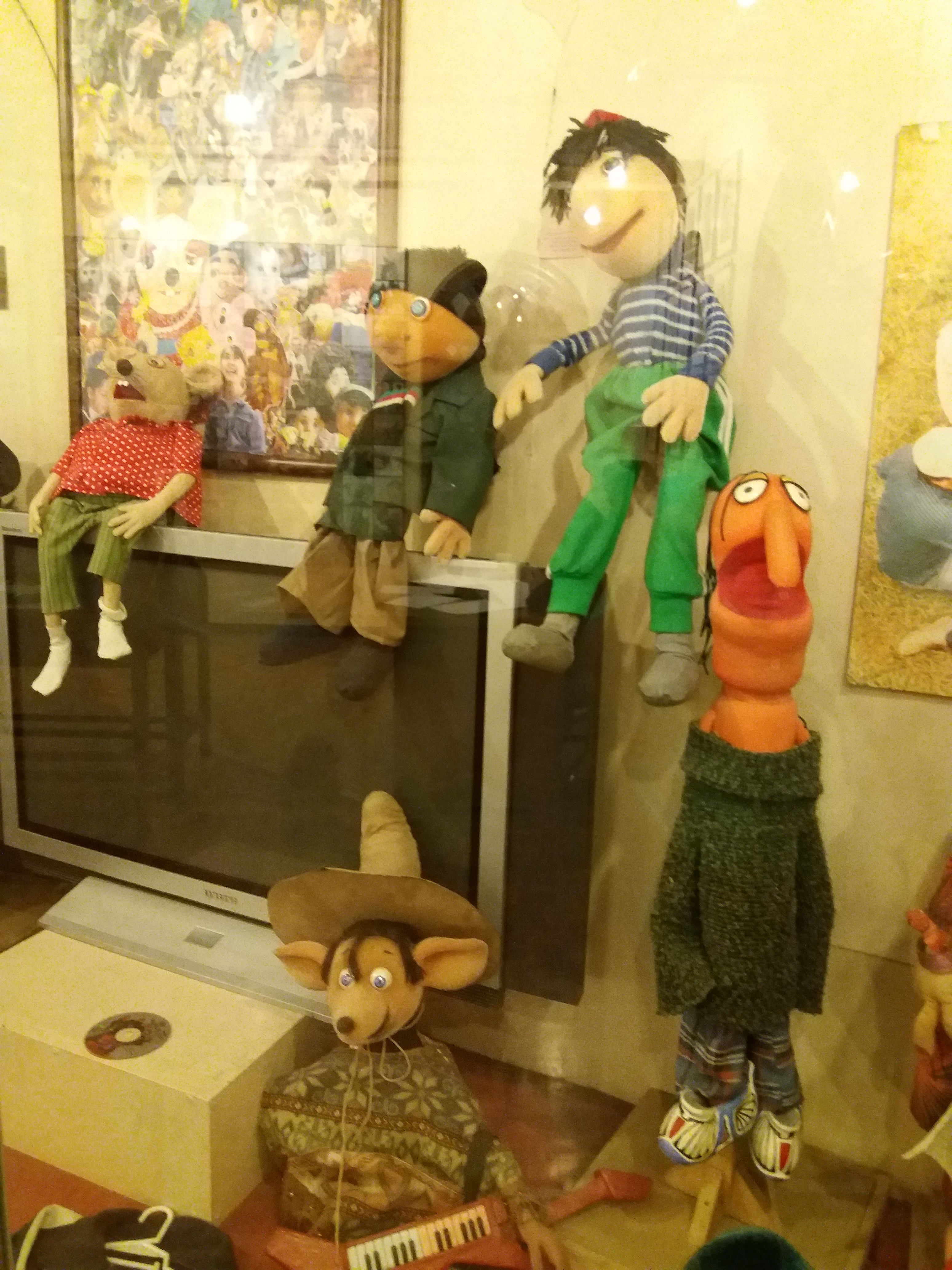
عروسک‌های تلویزیونی ایران
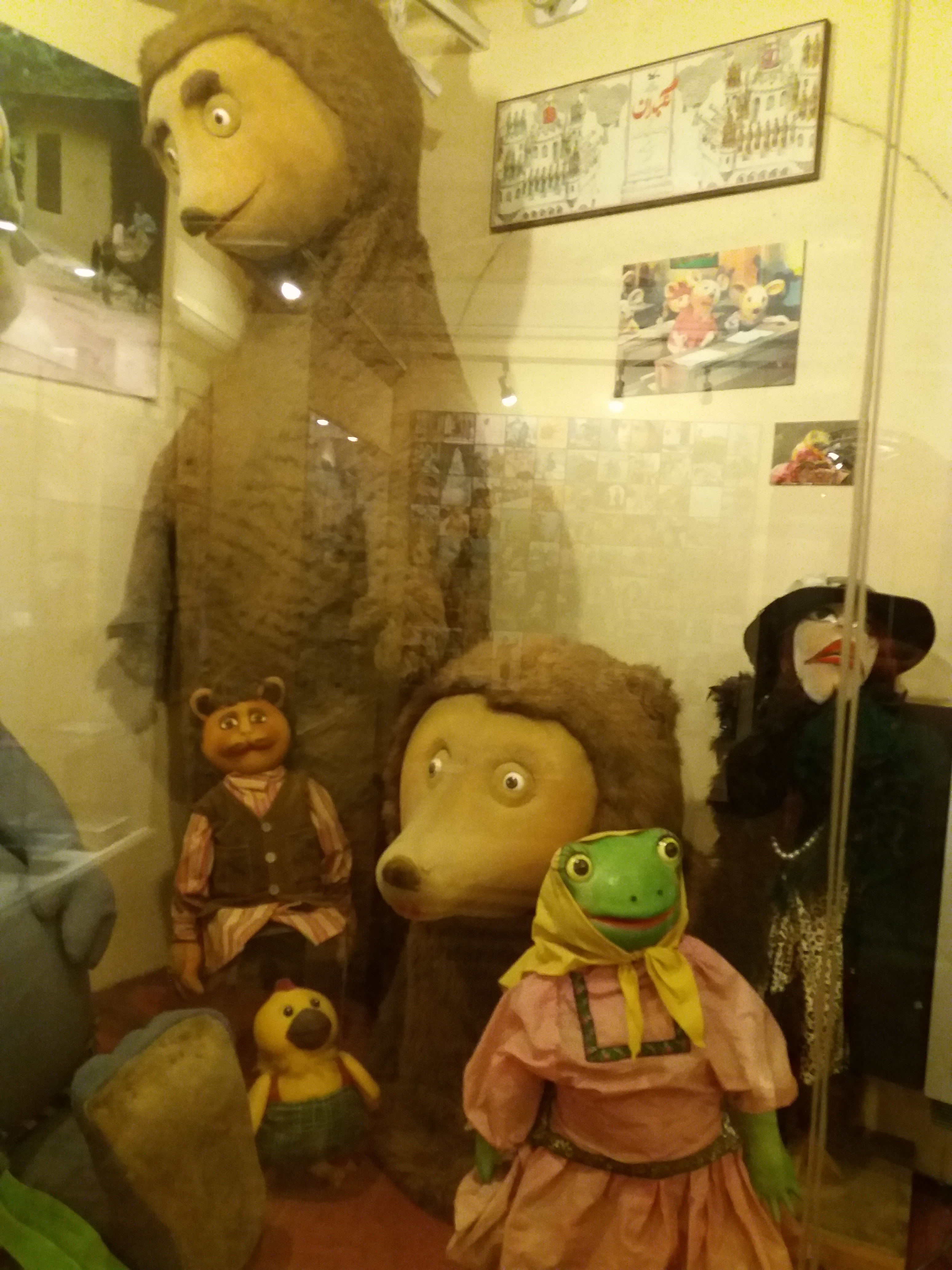
عروسک‌های تلویزیونی ایران
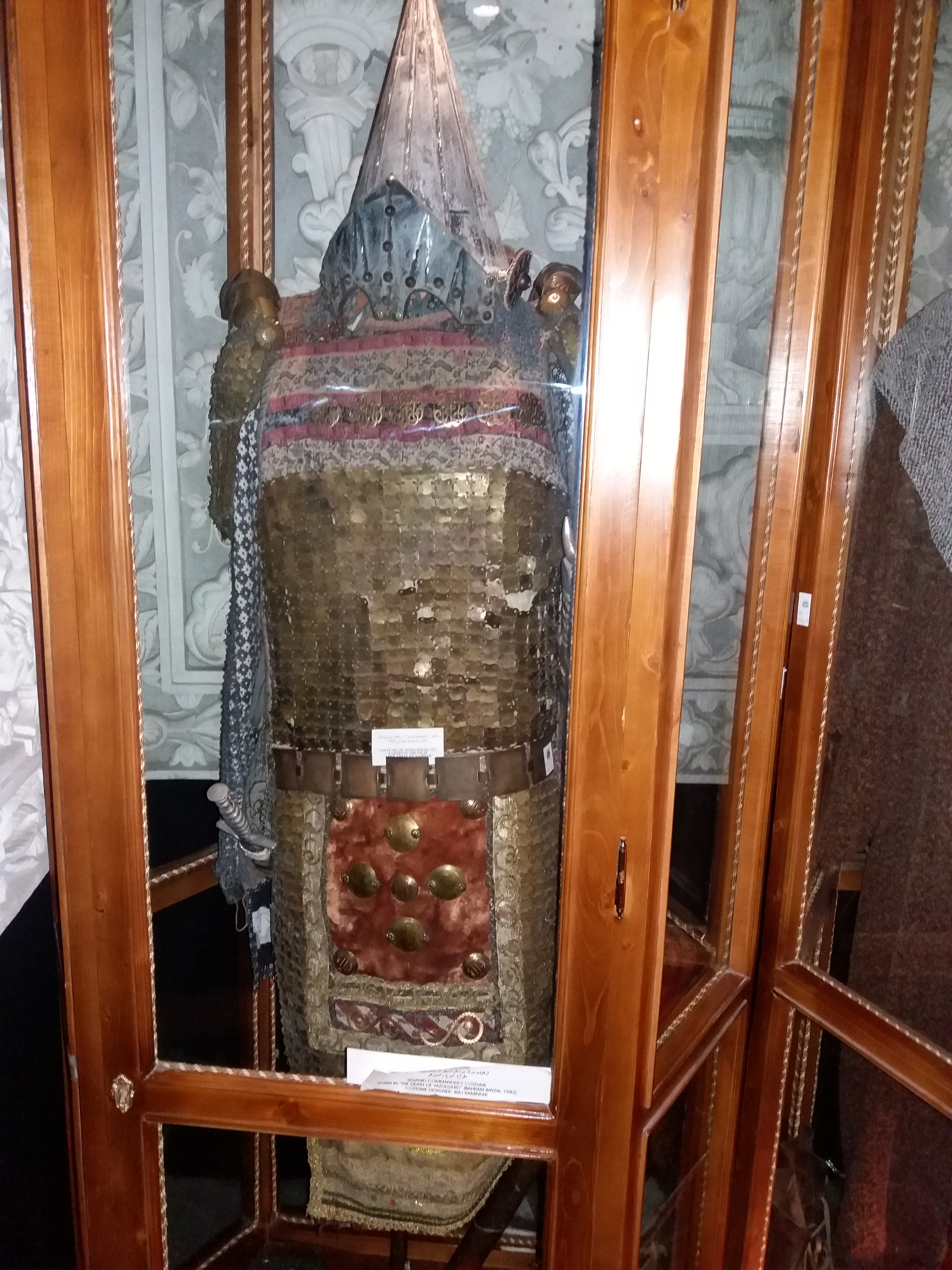
لباس یزدگرد سوم در فیلم مرگ یزدگرد، ۱۳۶۰
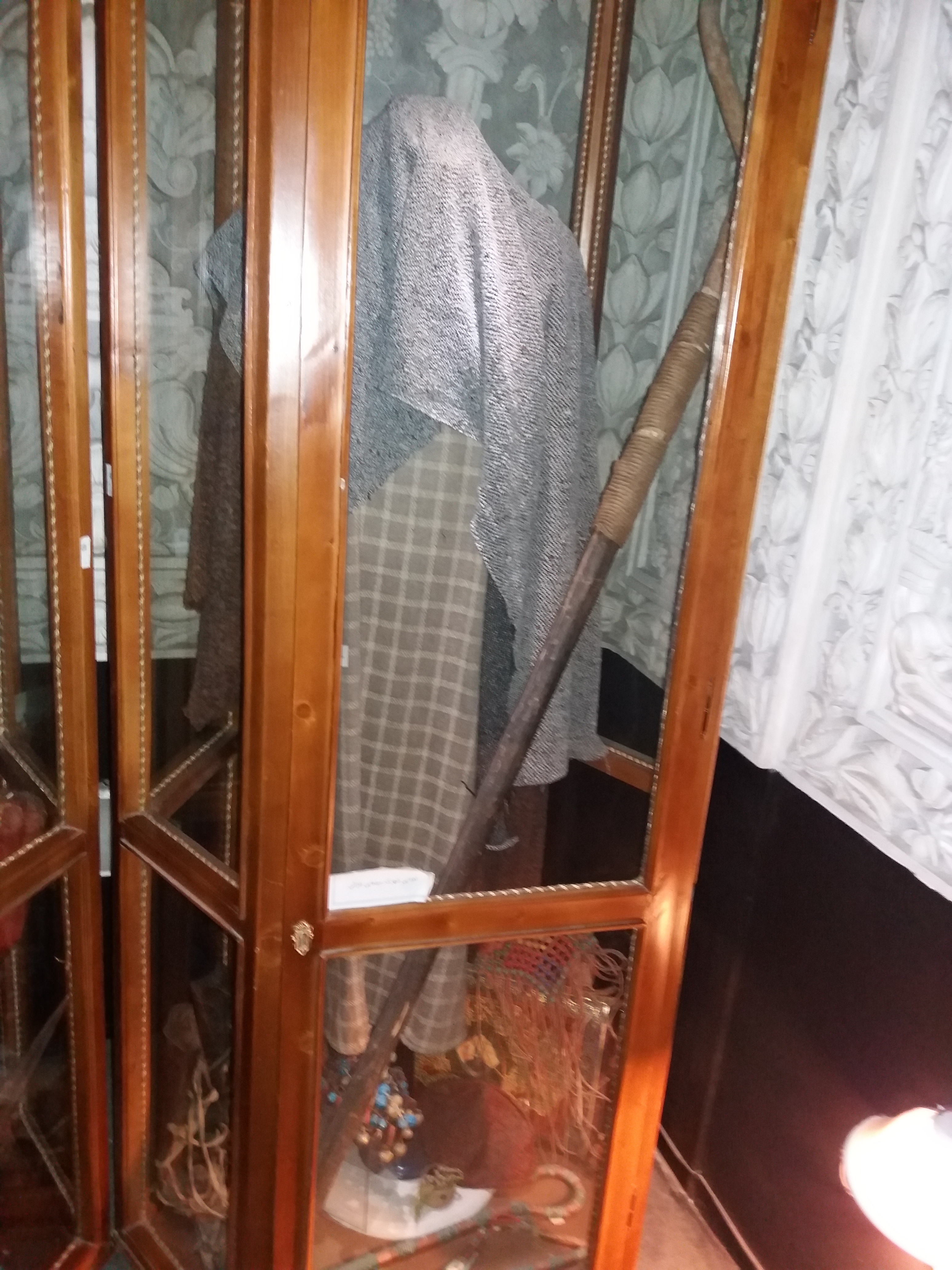
لباس ابراهیم نبی در فیلم ابراهیم خلیل‌الله، ۱۳۸۴
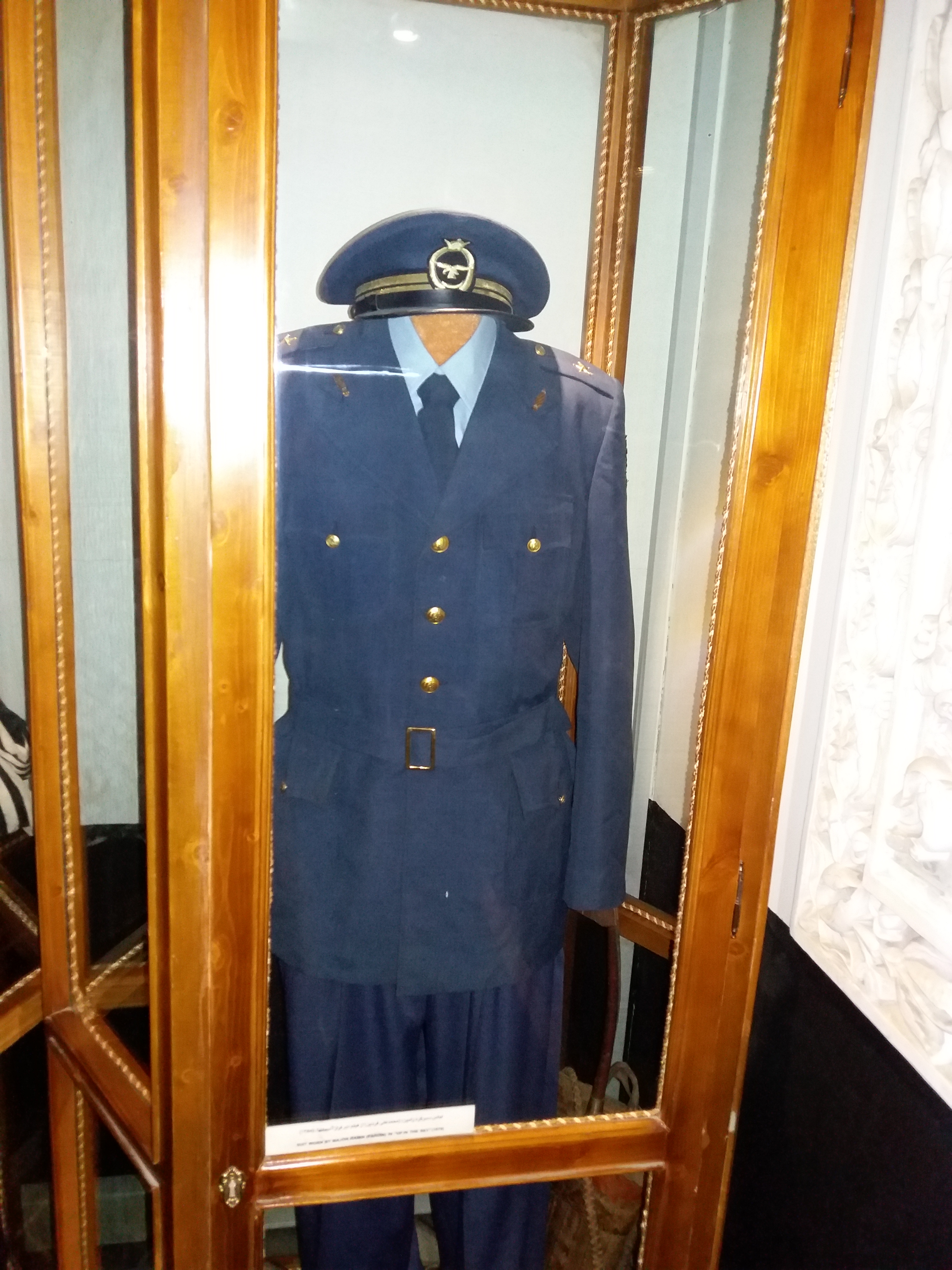
لباس سرگرد رامین (محمدعلی فردین) از فیلم بر فراز آسمان‌ها، ۱۳۵۸
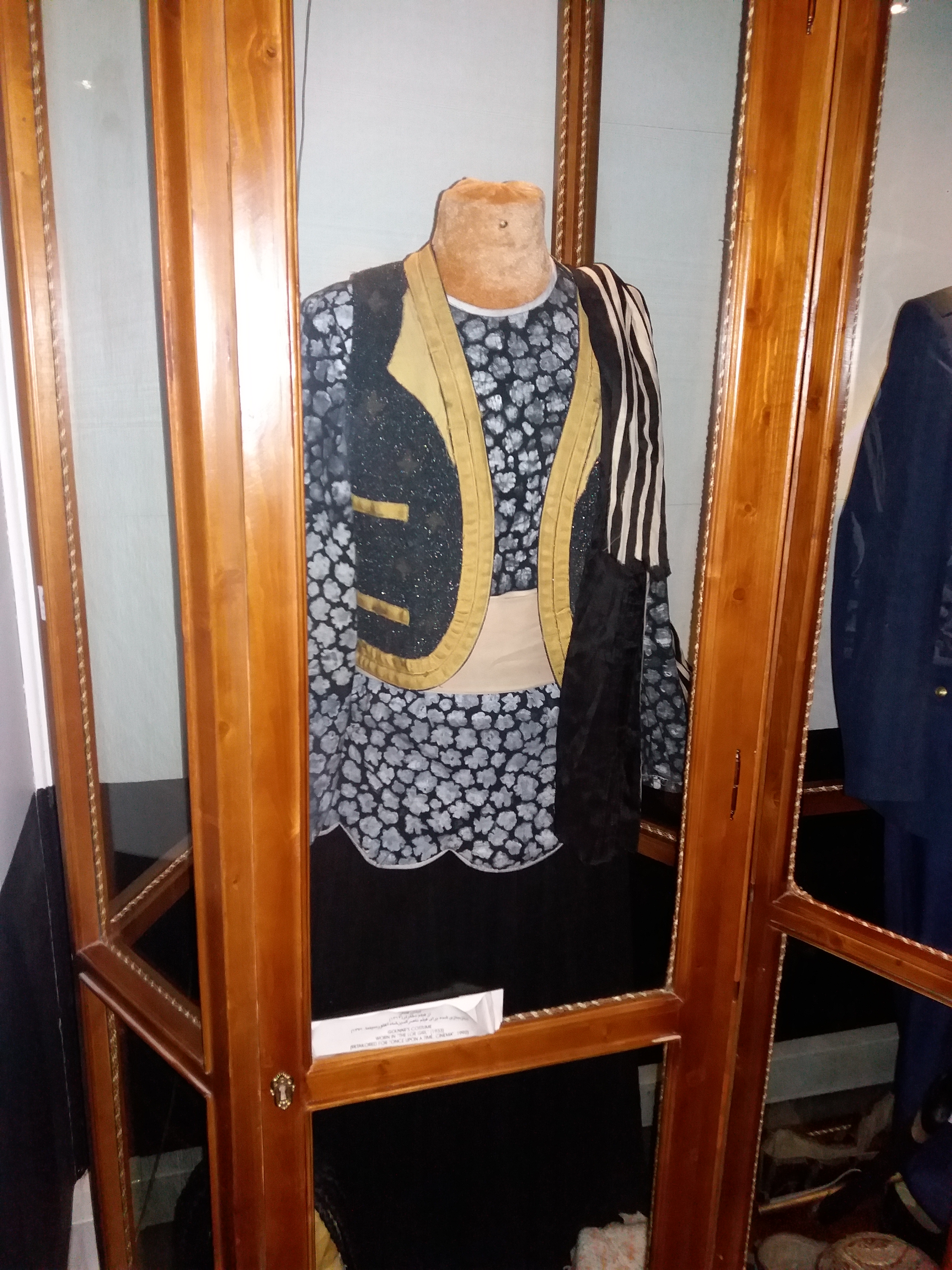
لباس گلنار از فیلم دختر لر (بازسازی شده برای فیلم ناصرالدین شاه آکتور سینما، ۱۳۷۱)
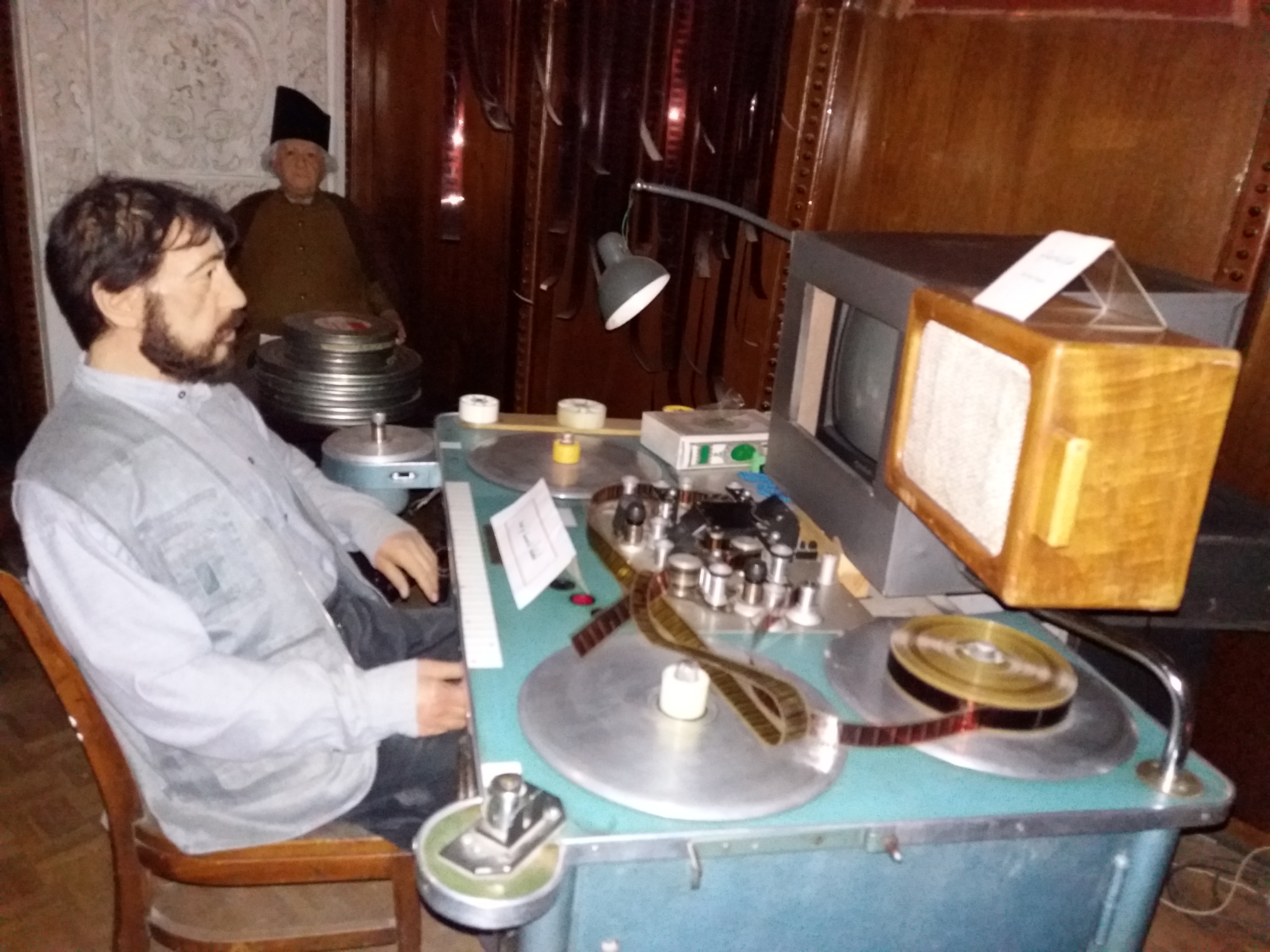
مجسمه علی حاتمی
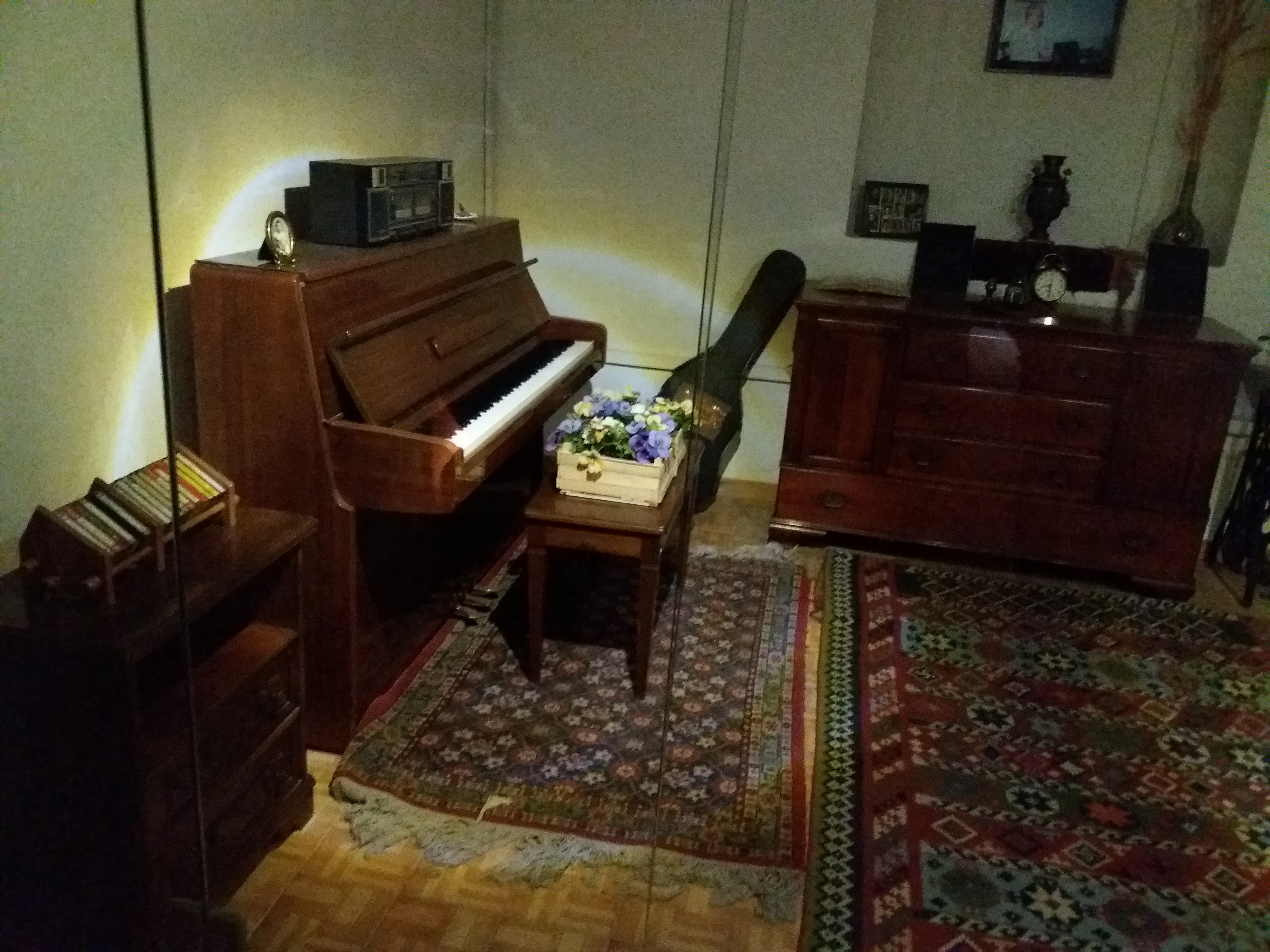
وسایل خانه فرهاد مهراد
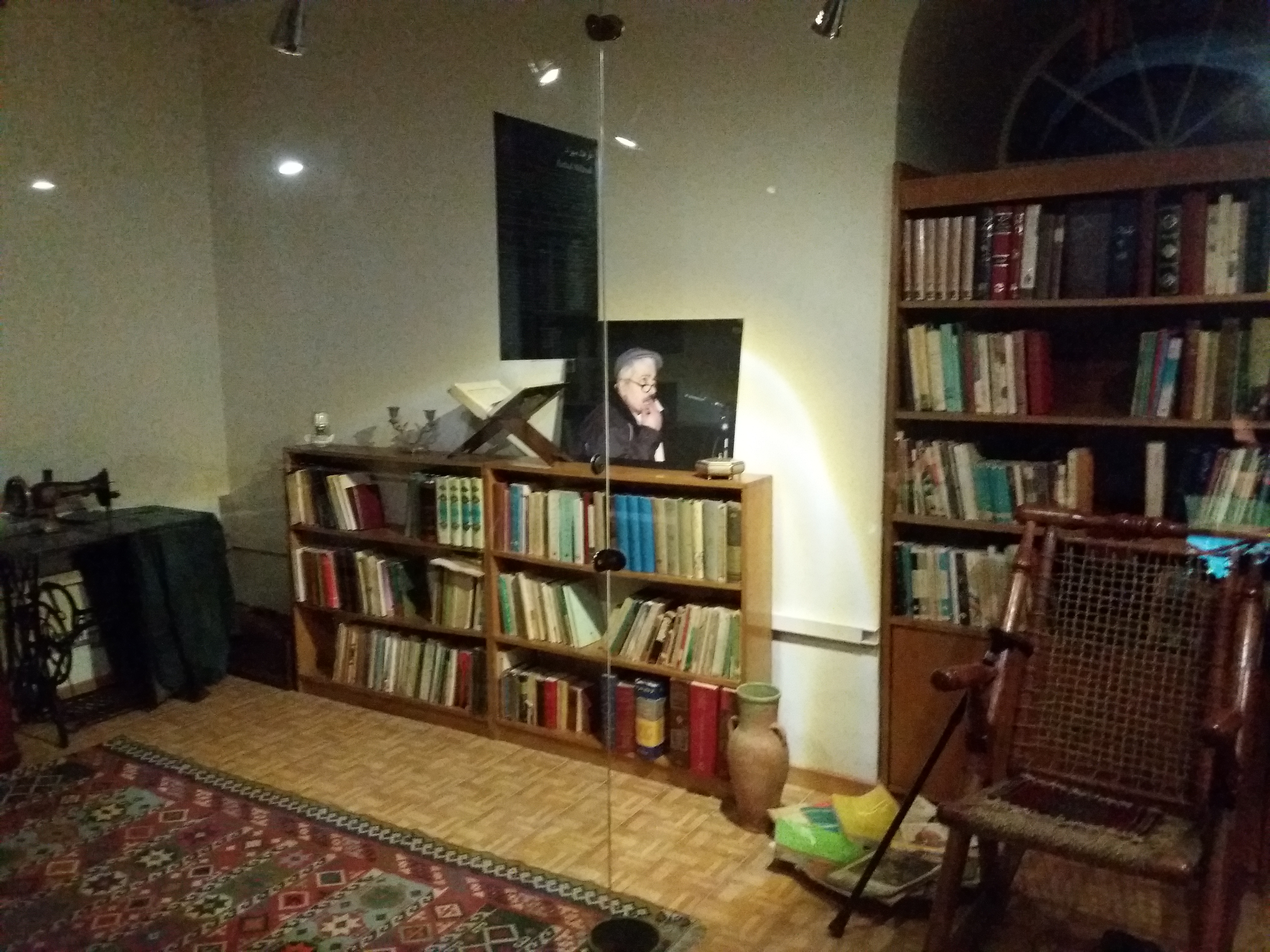
وسایل خانه فرهاد مهراد
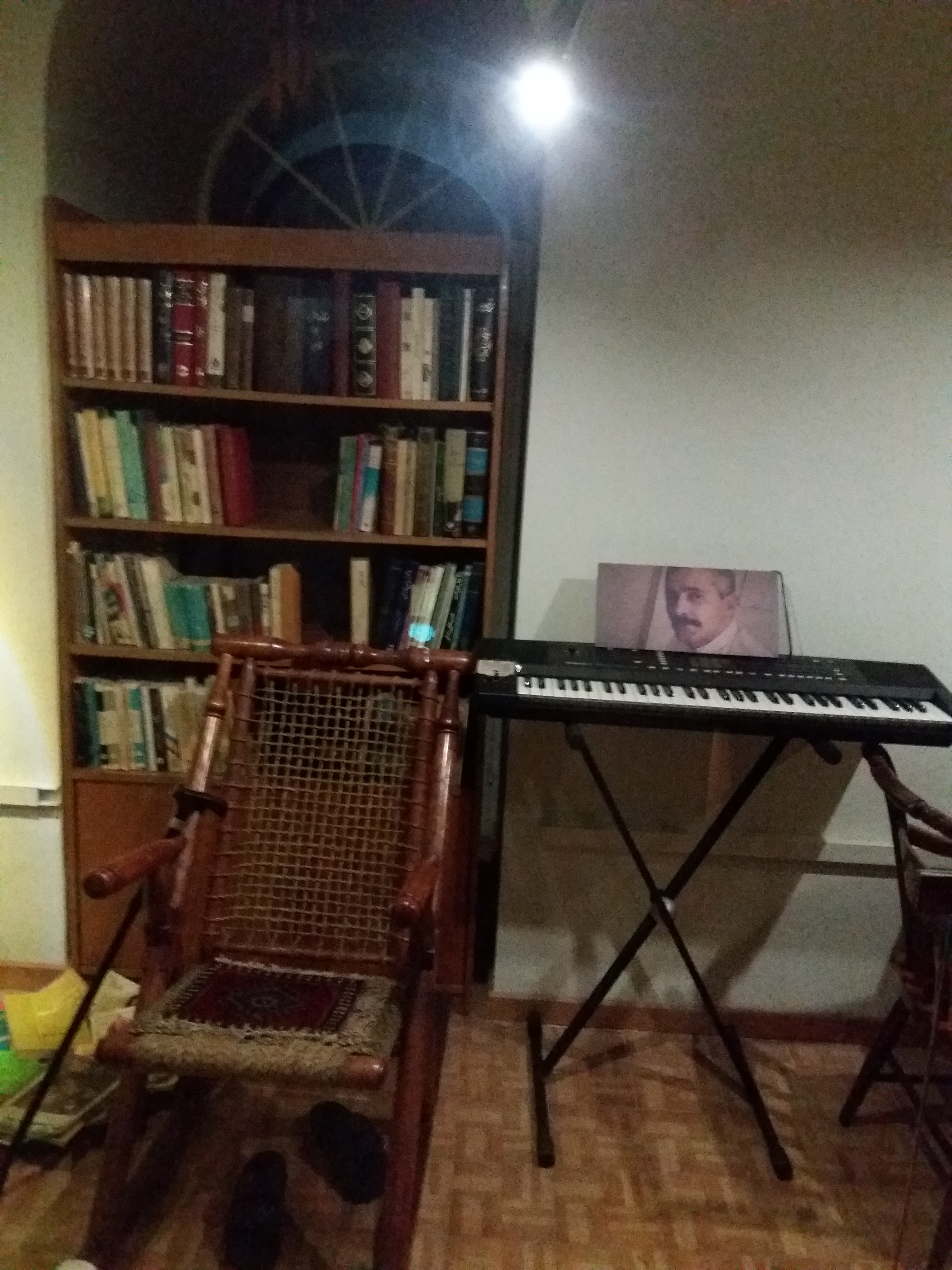
وسایل خانه فرهاد مهراد
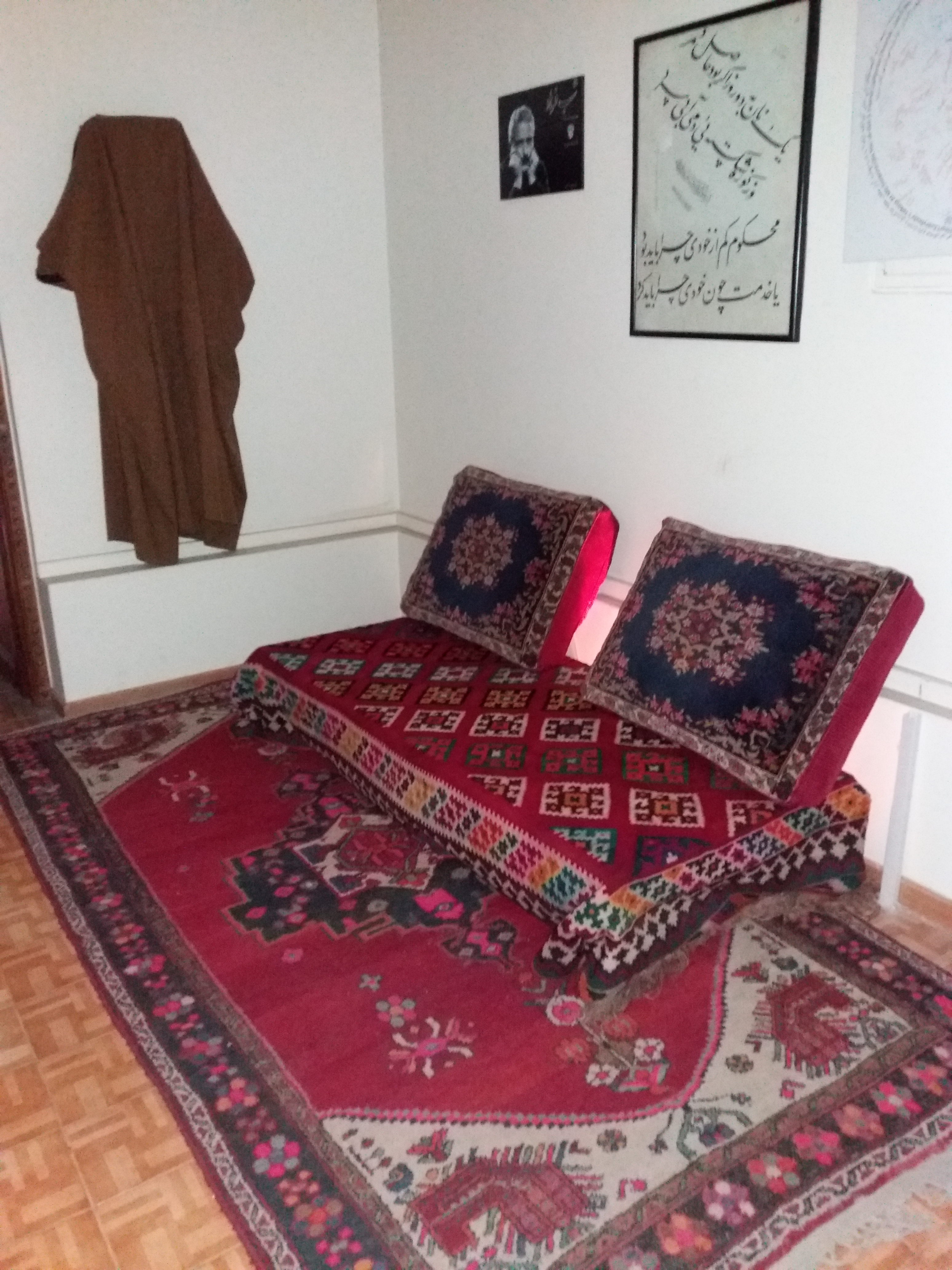
وسایل خانه فرهاد مهراد